# Figuren im Babylon-5-Universum
Dieser Artikel beschreibt Personen und Figuren aus dem Universum der Science-Fiction-Fernsehserie Babylon 5. Neben der Hauptserie, dem Ableger Crusade und den zugehörigen Spielfilmen basieren die Beschreibungen auch auf anderen Veröffentlichungen innerhalb des Kanons, wie Romane oder Kurzgeschichten.

## Hauptcharaktere

### Lyta Alexander

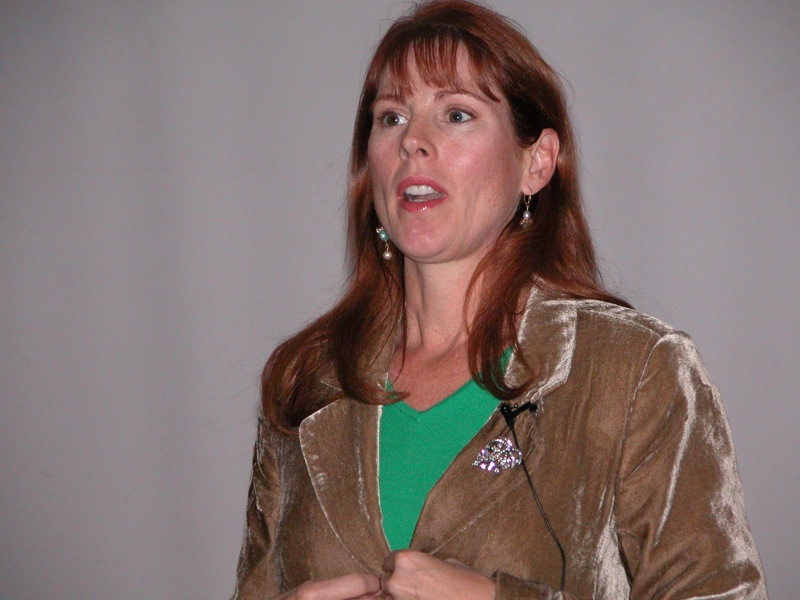
Patricia Tallman (2006)

Lyta Alexander wuchs als Telepathin der Stufe P5 in der Obhut des Psi-Corps auf. Bei ihrem ersten Besuch auf Babylon 5 im Jahr 2257 drang sie in die Gedanken von Botschafter Kosh ein, um den Anschlag auf das Leben des Vorlonen aufzuklären. Seit diesem Erlebnis fühlte sie sich immer mehr zu dessen Volk hingezogen. In der Folgezeit wandte sie sich vom Psi-Corps ab. Zwei Jahre später enttarnte sie die Schläferpersönlichkeit ihrer ehemaligen Kollegin Talia Winters auf Babylon 5 und verfolgte fortan das Ziel, auf die Heimatwelt der Vorlonen zu gelangen, was ihr schließlich auch gelang und was sie zu einer Ausnahme machte, denn die Vorlonen lehnen Besucher normalerweise ab. Nach und nach wurde ihr klar, dass die Vorlonen ihre telepathischen Fähigkeiten so stark verbesserten, dass sie selbst den stärksten Telepathen überlegen war. Ziel der Vorlonen war es, aus ihr eine Superwaffe für den Kampf gegen die Schatten zu machen. Sie wurde die persönliche Assistentin von Kosh und von dessen Nachfolger Ulkesh. Während dieser Zeit unterstütze sie die Crew der Station bei vielen Gelegenheiten, so auch im Schattenkrieg und bei Sheridans Feldzug gegen Präsident Clark. Nach dem Verschwinden der Vorlonen war die Sicherung ihres Lebensunterhaltes in Gefahr, was Alfred Bester ausnutzte, um Alexander zumindest zeitweilig wieder ins Psi-Corps zurückzuholen. 2262 verliebte sie sich in den abtrünnigen Telepathen Byron und übernahm nach seinem gewaltsamen Tod die Führung der Untergrundorganisation, die gegen das Psi-Corps arbeitete. Für einige Zeit begab sie sich zusammen mit G’Kar auf eine Forschungsmission in unbekannte Bereiche des Alls, um weiteren Konflikten aus dem Weg zu gehen. Sie starb während der Telepathen-Krise, die letztlich zum Untergang des Psi-Corps führte. S. 12 ff.
Lyta Alexander wurde von Patricia Tallman dargestellt.

### Zack Allan

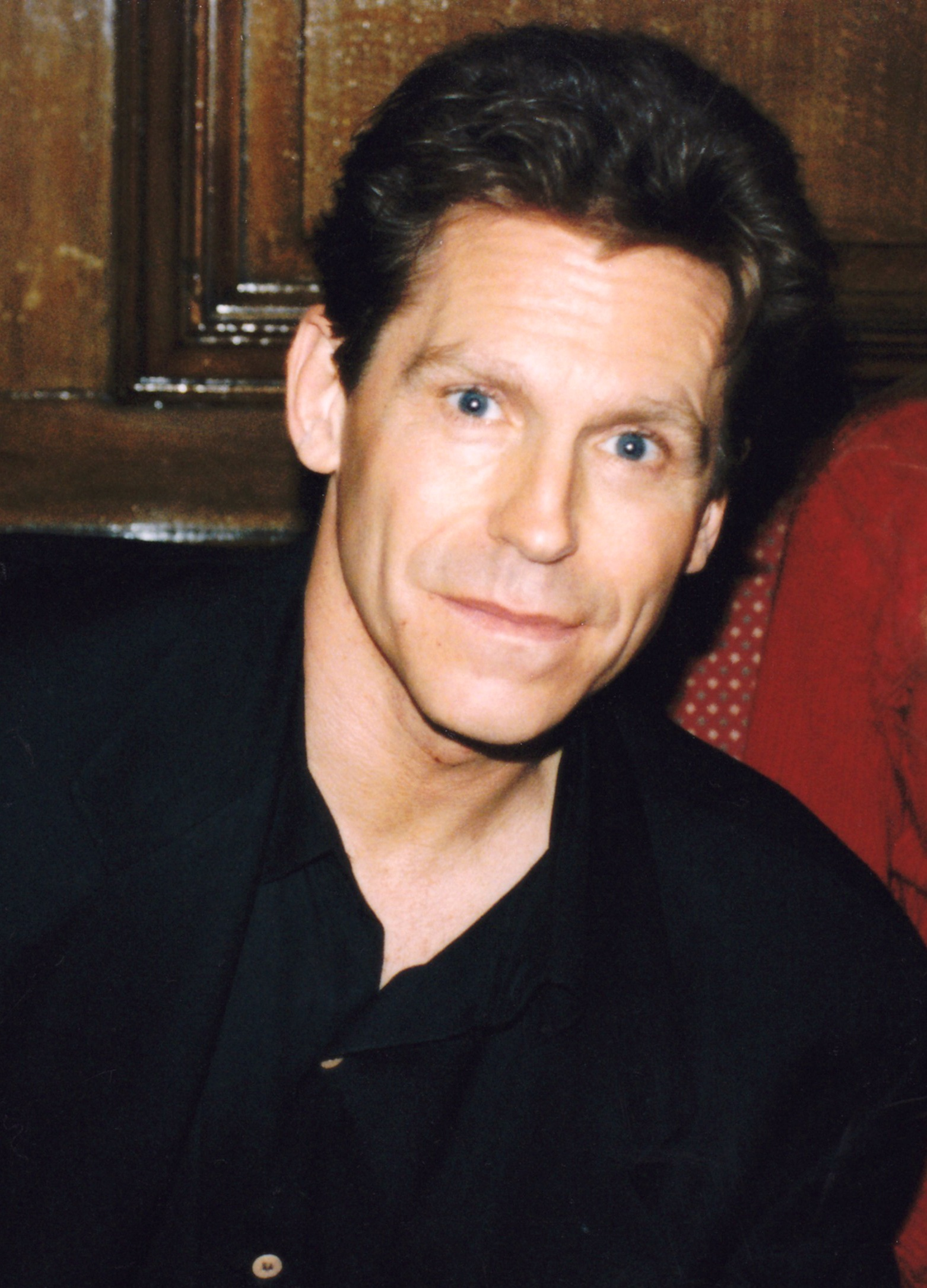
Jeff Conaway (1998)

Im Jahr 2258 wurde Zack Allan, der bis dahin auf der Erde lebte, von Michael Garibaldi beim Sicherheitspersonal von Babylon 5 angestellt. Als die Nightwatch auf Babylon 5 eingerichtet wurde, schloss er sich dieser Organisation an. Er sah es als eine einfache Chance, an zusätzlichen Wochenlohn zu kommen. Bald aber begann er, an den Methoden und Motiven der Organisation zu zweifeln, da von ihm verlangt wurde, auffällige Personen zu melden, die dann wegen ihrer politischen Meinung verfolgt wurden. Er distanzierte sich von Nightwatch und half letztlich dabei, deren Agenten von Babylon 5 zu entfernen. 2261 wurde er zum Sicherheitschef der Station befördert, nachdem Michael Garibaldi seinen Posten am Ende des Schattenkrieges aufgab. Diese Position behielt er für einige Jahre, bis er wieder auf die Erde zurückkehrte. 2280 besuchte er Babylon 5 ein letztes Mal, um die Stilllegung der Station zu begleiten. Dort war er der letzte Mensch, der John Sheridan lebend gesehen hat. Anschließend ging Allan nach Centauri Prime, um dort als Assistent von Imperator Vir Cotto zu arbeiten. S. 19 ff.
Zack Allen wurde gespielt von Jeff Conaway.

### Marcus Cole

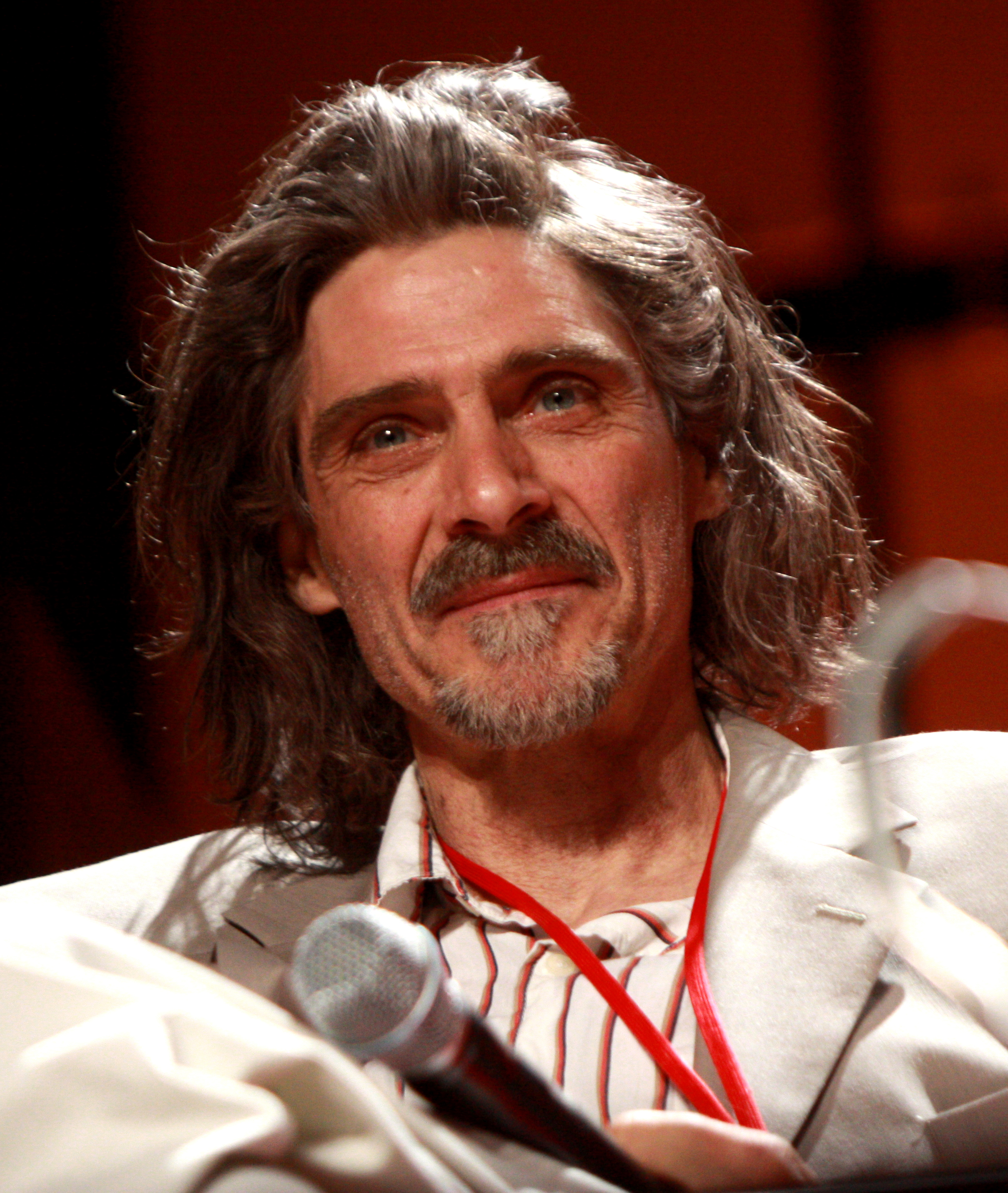
Jason Carter (2013)

Marcus Cole stammt aus einer Familie von Bergbauunternehmern, die zuletzt in der Arisia-Minenkolonie ansässig waren. Während des Erde-Minbari-Krieges diente er beim Geheimdienst der Erdstreitkräfte. Nach dem Tod seiner Eltern übernahm er das Familienunternehmen. Im Jahr 2259 wurde die Minenkolonie bei einem Angriff der Schatten vollständig zerstört, wobei Coles Bruder tödlich verletzt wurde. Um gegen die Schatten kämpfen zu können, begann er eine Ausbildung zum Ranger. Auf Zagros 7 gründete er ein Trainingslager. Bald darauf verhängten die Centauri eine Blockade über den Planeten. Cole überwand sie, um auf Babylon 5 um Hilfe zu bitten. Dort schloss er sich der Crew dauerhaft an. Durch seine Fähigkeiten im Kampf und seine Beherrschung der Sprache der Minbari, erwies er sich als wichtiger Verbündeter im Kampf gegen die Schatten. In dieser Zeit entwickelte er starke Gefühle für Susan Ivanova, die jedoch unerwidert blieben. In einer Schlacht gegen Präsident Clark wurde Ivanova im Jahr 2261 schwer verwundet. Um ihr Leben zu retten, übertrug er seine gesamte Lebensenergie auf sie und opferte sich selbst. Ivanova veranlasste, dass sein Körper eingefroren wird, für den Fall, dass es eines Tages möglich ist, Cole zu retten. Etwa 300 Jahre später gelang dies Ärzten der Minbari tatsächlich. Cole ließ einen Klon von Ivanova erschaffen, dem eine Kopie von ihren Erinnerungen eingepflanzt wurde. Den Rest seines Lebens verbrachte er zusammen mit ihr auf einem einsamen Planeten. S. 135 ff.
Marcus Cole wurde von Jason Carter gespielt.

### Vir Cotto

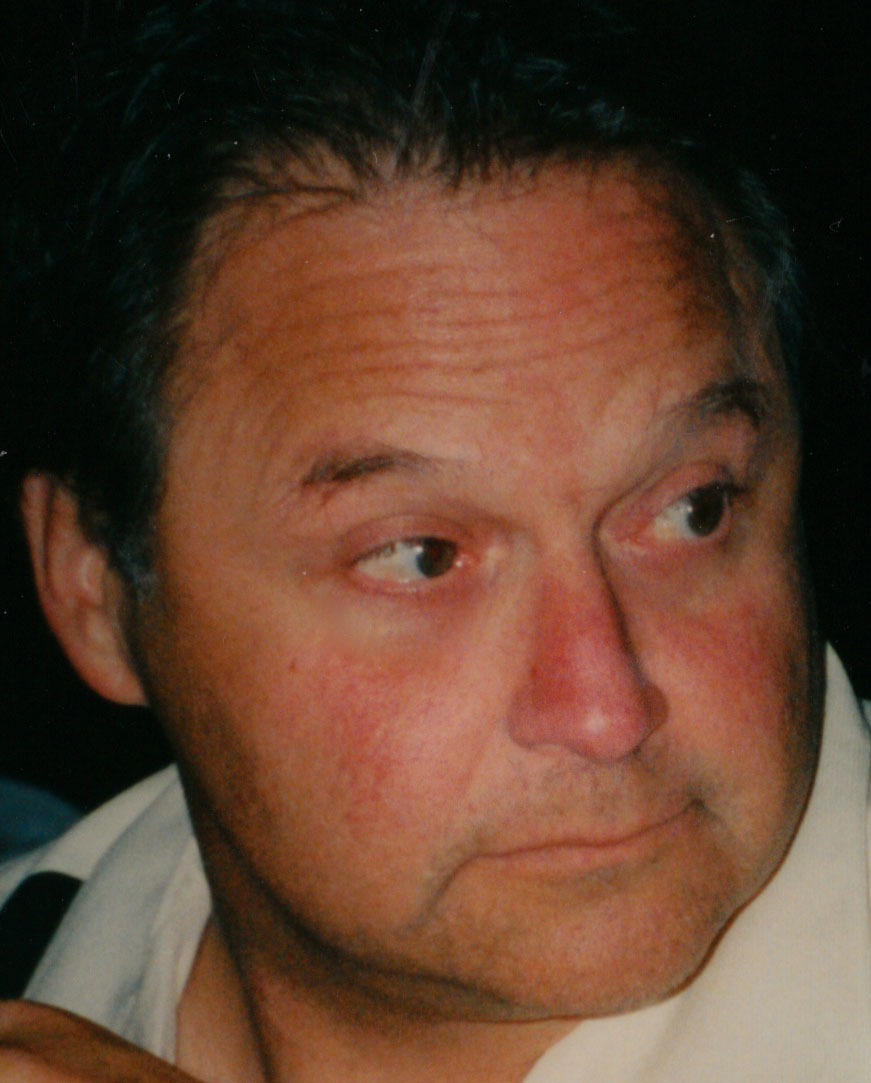
Stephen Furst (2009)

Vir Cotto stammt aus einer eher unbedeutenden Centauri-Familie. Da sein Onkel den Botschafter Londo Mollari für lächerlich hielt und der Meinung war, dass Vir gut zu ihm passe, schickte er ihn im Jahr 2258 an Londos Seite nach Babylon 5. Als Londo sich mit Morden einließ, warnte Vir bereits früh vor dem gefährlichen Weg, den Londo beschritt. Auch machte er kein Geheimnis aus seiner Abneigung gegen Morden. Londo ignorierte Virs Bedenken allerdings. Auch vom Krieg und den Verbrechen der Centauri gegen die Narn zeigte sich Vir entsetzt. Schließlich wurde er von Londo nach Minbar geschickt, um dort als Botschafter zu arbeiten. Seinen Diplomatenstatus nutzte Vir, um unbemerkt von seiner Regierung humanitäre Hilfe für die Narn zu leisten. Er rettet so tausende Narn vor dem Tod. Als Londo dies erfährt, lässt er ihn als Botschafter abberufen und wieder zu seinem Assistenten auf Babylon 5 machen. Im Jahr 2261 war Vir Cotto in das Komplott zur Ermordung von Imperator Cartagia verwickelt. Der Imperator starb durch Virs Hand. Nachdem Londo ein Jahr später Imperator wurde, vertrat Vir die Centauri-Republik auf Babylon 5. In den folgenden Jahren versuchte er mit einer Untergrundorganisation Centauri-Prime vom Einfluss der Drakh zu befreien. Nach einem offenen Angriff auf die Streitkräfte der Drakh im Jahr 2278 und nach Londos Tod, floh Vir nach Minbar und etablierte dort als neuer Imperator eine Exilregierung. Letztendlich gelang es ihm, seine Heimatwelt von den Drakh zu säubern. S. 149 ff.
Vir Cotto wurde von Stephen Furst dargestellt.

### Delenn

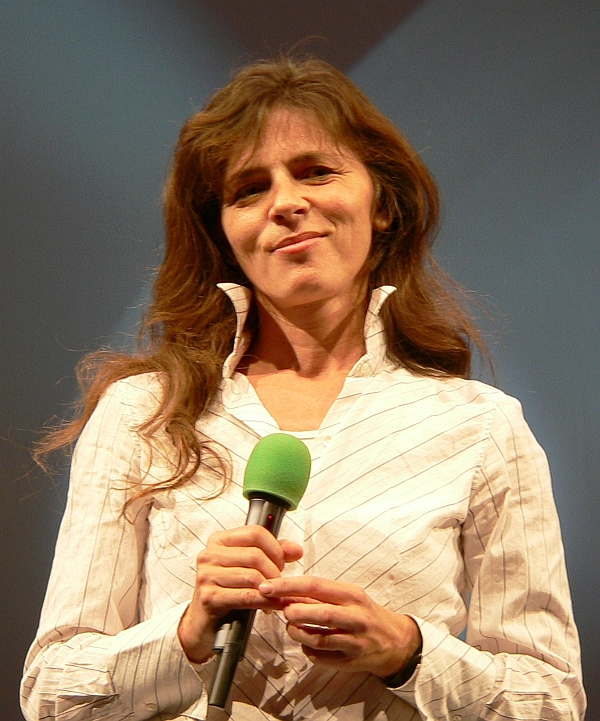
Mira Furlan (2006)

Delenn wurde als Mitglied der religiösen Kaste auf Minbar geboren. Als junge Akolythin diente sie unter Dukhat, dem Anführer des Grauen Rates, zu dem sie bald selbst gehörte. Delenns Rat folgend, nahmen die Minbari erstmals Kontakt mit den Menschen auf. Dies endete in einer Katastrophe, der auch Dukhat zum Opfer fiel. Rasend vor Wut befahl Delenn die Menschen zu verfolgen und auszulöschen. Schon bald plagte sie jedoch ihr Gewissen und sie versuchte das einseitige Gemetzel zu stoppen. Ihre Bemühungen blieben ohne Erfolg, bis in der letzten Schlacht um die Erde an dem Gefangenen Jeffrey Sinclair entdeckt wurde, dass Menschen Minbariseelen in sich tragen. Um Sinclair fortan zu beobachten, wurde Delenn im Jahr 2256 zur Botschafterin der Minbari auf Babylon 5 ernannt. Mit ihm verband sie schon bald eine enge Freundschaft. Später erhielt sie das Angebot, Anführerin des Grauen Rates zu werden. Doch nachdem sie von der Rückkehr der Schatten erfuhr, lehnte sie dies ab und blieb auf der Station, um dort ihr Schicksal zu erfüllen: Einer alten Prophezeiung folgend, unterzog sie sich einer Wandlung, die ihr fast menschliches Aussehen verlieh. Sie rechtfertigte dies als Beitrag zur Völkerverständigung. Gleichzeitig wollte sie aber verhindern, dass weiterhin Minbariseelen in Menschen wiedergeboren werden, was durch Sinclairs Zeitreise ausgelöst wurde. Durch Sinclair war sie von Anfang an in die Aktivitäten der Rangers eingeweiht und machte John Sheridan im Angesicht der Bedrohung durch die Schatten mit ihnen vertraut. Obwohl sie stets um friedliche Lösungen bemüht war, erwies sie sich im Kampf wiederholt als fähige Befehlshaberin. Von Sinclair übernahm sie die Rolle der Anführerin der Rangers. Ihre Beziehung zu Sheridan wurde mit der Zeit immer intensiver, bis beide ein Liebes- und schließlich ein Ehepaar wurden. Als auf Minbar ein Bürgerkrieg zwischen der religiösen und der Kriegerkaste ausbrach, konnte Delenn den blutigen Konflikt friedlich beilegen. Anschließend besetzte sie den Grauen Rat neu, wobei sie der Arbeiterkaste erstmals eine Mehrheit zugestand. Sie wirkte entscheidend bei der Gründung der Interstellaren Allianz mit, deren Vizepräsidentin sie im Jahr 2262 wurde. Im gleichen Jahr verließ sie gemeinsam mit Sheridan Babylon 5, um fortan auf Minbar zu leben. Im darauffolgenden Jahr wurde ihr Sohn David geboren. 2279 löste sie Sheridan als Präsidentin der interstellaren Allianz ab und übertrug ihm die Führung der Rangers. Nach Sheridans Tod zog sie sich für viele Jahre zurück und lebte als Einsiedlerin. Zum letzten Mal trat sie im Jahr 2362 öffentlich in Erscheinung, um Sheridans Andenken zu verteidigen. S. 172 ff.
Delenn wurde von Mira Furlan verkörpert.

### Stephen Franklin

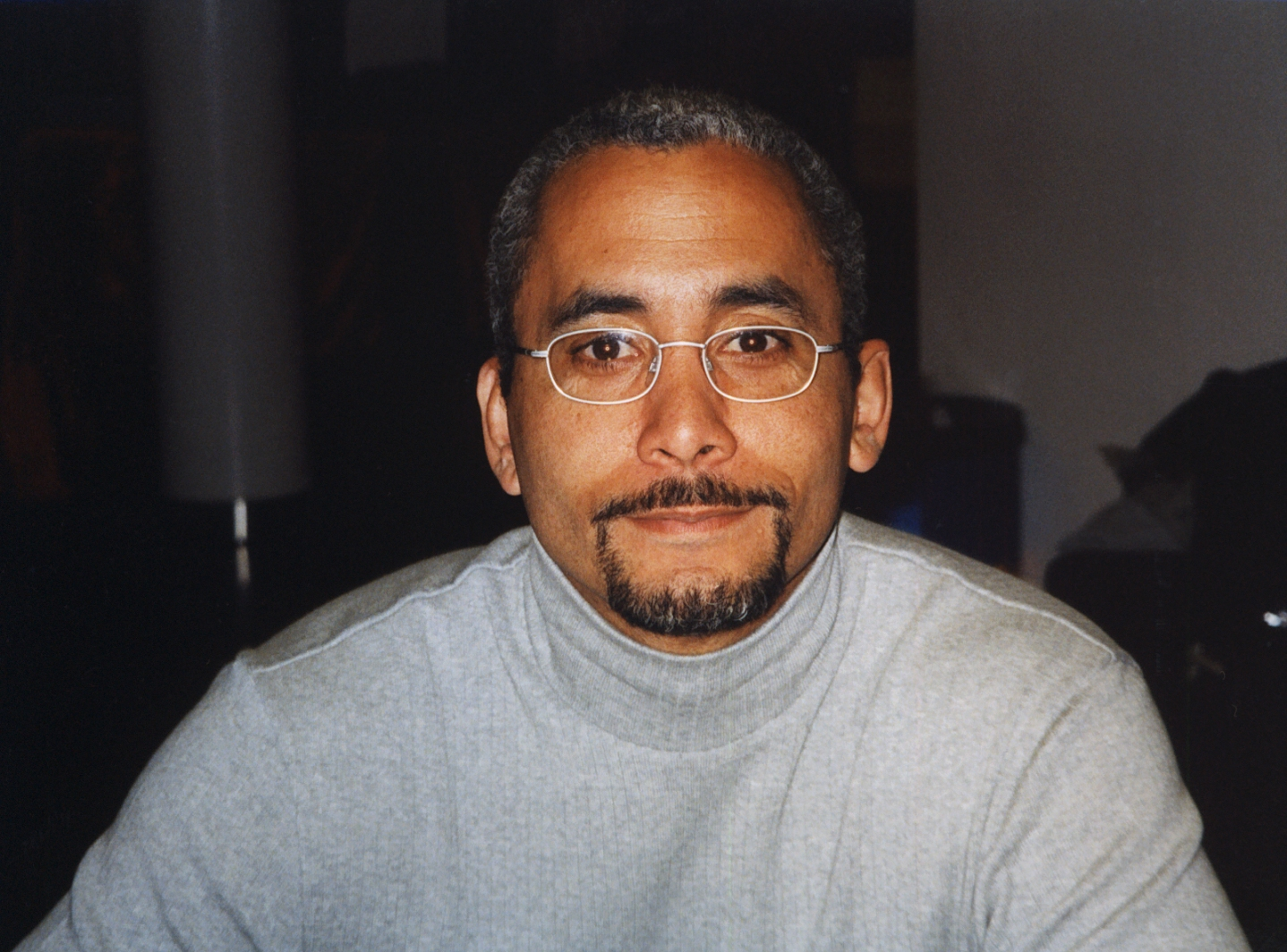
Richard Biggs (2000)

Als Sohn eines Generals entschied sich Stephen Franklin gegen den Willen seines Vaters für eine medizinische Ausbildung. Als er im Minbari-Erde-Krieg mithelfen sollte, biologische Waffen gegen die Minbari zu entwickeln, weigerte er sich und vernichtete seine diesbezüglichen Aufzeichnungen. Im Jahr 2258 löste er Benjamin Kyle als leitender Arzt auf Babylon 5 ab. Sein bedingungsloser Einsatz für das Wohl seiner Patienten brachte ihn wiederholt in Schwierigkeiten mit seinen Vorgesetzten; etwa als er eine illegale Praxis für Bedürftige auf der Station betrieb. Außerdem half er vom Psi-Corps abtrünnigen Telepathen und Flüchtlingen der Narn während des Krieges gegen die Centauri. Sein extremer Ehrgeiz, immer das Beste erreichen zu wollen, ließ ihn in eine Abhängigkeit von Aufputschmittel rutschen. Er quittierte seinen Dienst, um mit sich selbst ins Reine zu kommen. Nach einem Nahtod-Erlebnis beschloss er, seine Fehler nicht zu wiederholen, und er kehrte zurück als führender Arzt von Babylon 5. Mit dem Ausbruch des Bürgerkrieges auf der Erde stellte er sich klar auf die Seite von Sheridan. Ab 2262 arbeitete er als Leiter des xenobiologischen Forschungsinstitutes auf der Erde. Dort half er später bei der Bekämpfung der Drakh-Seuche, mit der er selbst infiziert war. Er starb viele Jahre später, auf einem fernen, unerforschten Planeten. S. 278 ff.
Dr. Stephen Franklin wurde von Richard Biggs dargestellt.

### G’Kar

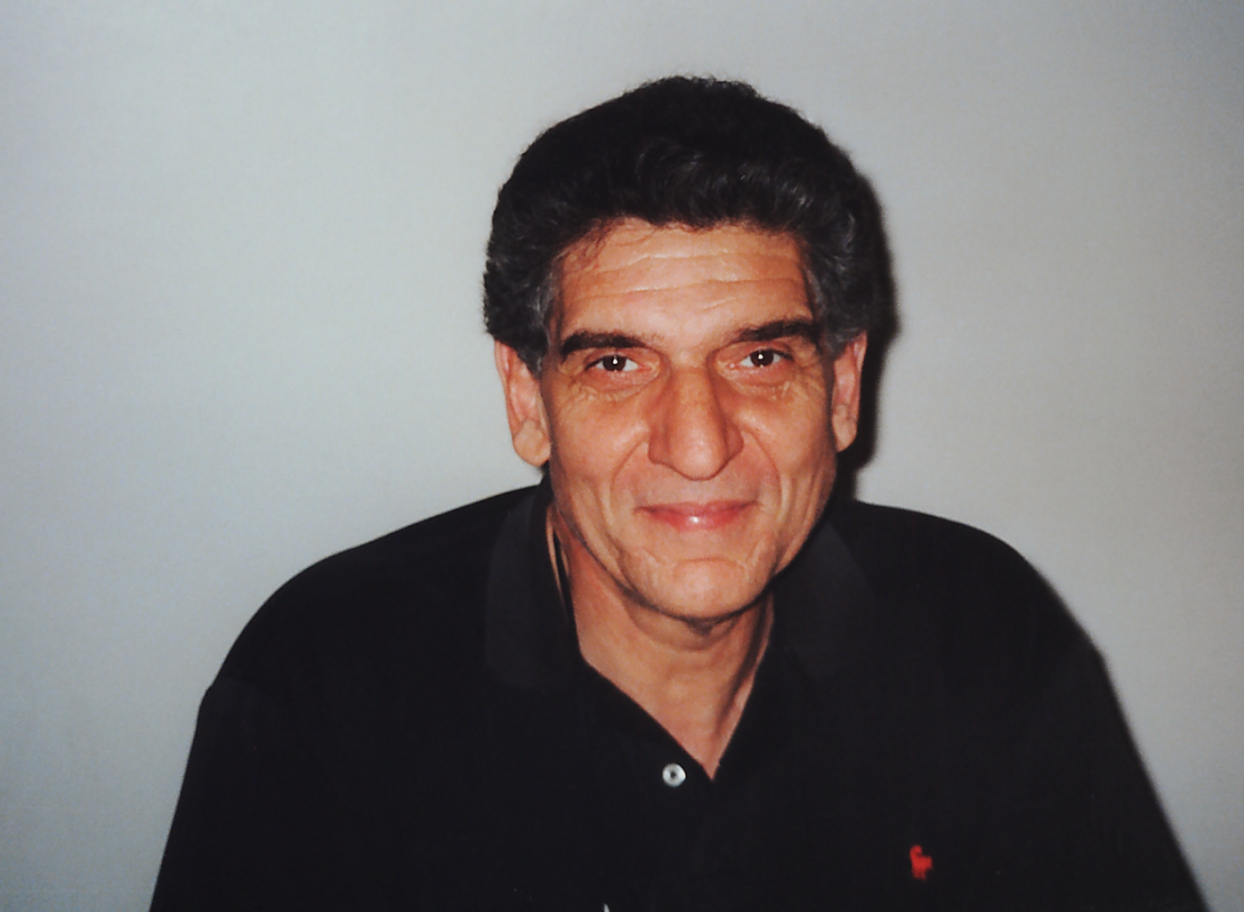
Andreas Katsulas (2000)

Als junger Narn erlebte G’Kar die unbarmherzige Besatzung seiner Heimatwelt durch die Centauri mit. Nachdem sein Vater von den Besatzern getötet wurde, schloss G’Kar sich dem Widerstand an, der die Narn schließlich befreite. Er schlug eine Laufbahn als Politiker ein und wurde Mitglied des Kha’ri, dem obersten Rat der Narn. Im Jahr 2257 wurde er Botschafter auf Babylon 5. Zunächst trat er intrigant und meist aggressiv und rachsüchtig auf, insbesondere gegenüber dem Volk der Centauri. Mit Londo Mollari, dem Botschafter der Centauri, kam es immer wieder zu Auseinandersetzungen; jedoch reifte G’Kar im Laufe der Zeit. Als er endlich bereit war, mit Mollari seinen Frieden zu machen, kam es erneut zum Krieg, in dem die Centauri den Planeten der Narn erneut brutal unterjochten. Nach der Niederlage der Narn gegen die mit den Schatten verbündeten Centauri erhielten G’Kar und andere seines Volkes politisches Asyl auf Babylon 5. In dieser Phase wuchs G’Kar, als letzter Überlebender des Kha’ri, über sich hinaus. Als er unter dem Einfluss einer Droge gewaltsam in Mollaris Gedanken eindrang, erkannte er zwar dessen Schuld, musste aber auch erkennen, dass sein Volk der Gewaltspirale entkommen musste, um nicht selbst unterzugehen. G’Kar erkannte die Wahrheit, ging in sich und wurde zum Philosophen. Er geriet in die Gefangenschaft der Centauri und wurde brutal gefoltert. Dennoch gelang es ihm, Londo bei der Beseitigung von Imperator Cartagia zu helfen, was ihm und seinem Volk schließlich die Freiheit brachte. Nach dem Krieg gegen die Schatten und die Erde verfasste G’Kar die „Deklaration der Prinzipien“ für die neue Allianz, welche John Sheridan und Delenn initiiert hatten, um Frieden und Kooperation zwischen den Völkern zu fördern. Als Londo Mollari, der sich gleichsam über sein früheres Ich hinaus entwickelte und deshalb zur Zielscheibe intriganter Centauri wurde, eines zuverlässigen Leibwächters bedurfte, bat er G’Kar darum, ihn zu schützen und dieser willigte ein. Unter G’Kars Schutz stieg Mollari bis zum Imperator auf und entließ die Narn in die Freiheit. Während der Kriege verfasste G’Kar ein Buch, welches einen neuen spirituellen Weg für die kriegsgebeutelten Narn anbot. „Das Buch G’Kar“ wurde ohne sein Wissen veröffentlicht und fand reißenden Absatz. Er wurde zu beider Verwunderung zum Freund von Londo Mollari, dem er persönlich vergeben hat, auch wenn sein Volk der Narn dies den Centauri vorerst nicht konnte. G’Kar starb zusammen mit dem von den Drakh kontrollierten Londo Mollari im Jahr 2278, indem sie sich auf Londos Bitten hin gegenseitig erwürgten. S. 285 ff.
G’Kar wurde von Andreas Katsulas gespielt.

### Michael Garibaldi

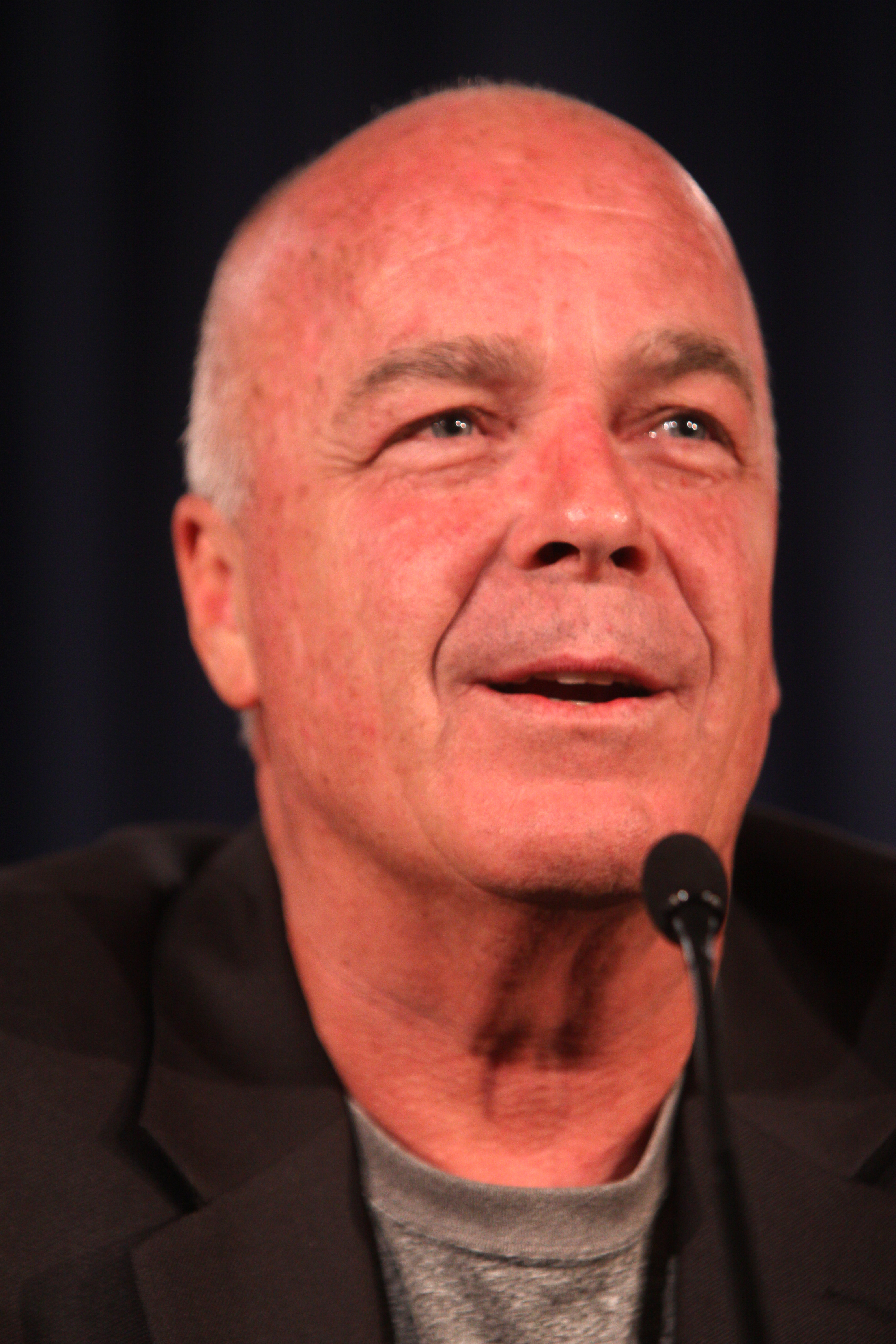
Jerry Doyle (2012)

Michael Alfredo Garibaldi wuchs in New York City auf und verbrachte einen Teil seiner Jugend auf dem Mars. 2241 wurde er Sicherheitschef einer Eismine auf dem Jupitermond Europa. Dort kam es zu einem tödlichen Unfall eines Freundes, für den Garibaldi verantwortlich gemacht wurde und seinen Job verlor. In dieser Zeit wurde er erstmals alkoholabhängig. Im Erde-Minbari-Krieg diente er als Soldat. Später unterhielt er einen Shuttleservice auf dem Mars, wo er von Jeffrey Sinclair angeheuert wurde. Beide sollte fortan eine enge Freundschaft verbinden. Im Jahr 2256 erhielt er von Sinclair das Angebot, Sicherheitschef auf Babylon 5 zu werden. 2258 deckte er das Mordkomplott gegen den Erdpräsidenten Santiago auf, doch wurde er schwer verletzt, bevor er jemanden warnen konnte. Er half Sheridan bei der Verteidigung von Babylon 5 gegen Clark. Im Schattenkrieg wurde er vom Psi-Corps, das mit den Schatten kooperierte, entführt. Alfred Bester nutzte Garibaldis Fähigkeiten zum Aufdecken von Verschwörungen für seine eigenen Zwecke aus, indem er seine Gedanken manipulierte. Der veränderte Garibaldi lehnte sich gegen Sheridan auf und quittierte seinen Dienst. Er wurde schließlich von dem Unternehmer William Edgars angeheuert, der Garibaldi dazu brachte, Sheridan an Clark auszuliefern und heimlich an einem Virus gegen Telepathen forschte. Nachdem Bester über Garibaldi davon erfahren hatte, gab er ihm seine wahre Persönlichkeit zurück, hinterließ jedoch eine Blockade in Garibaldis Gedanken, die verhinderte, dass er sich an Bester rächt. Wieder verfiel Garibaldi dem Alkohol. 2262 wurde er Chef des Geheimdienstes der Interstellaren Allianz, verlor den Posten aber schon bald aufgrund seiner Sucht. Nach dem Entzug übernahm er das Unternehmen des mittlerweile getöteten Edgars zusammen mit dessen Frau Lise, die bereits früher Garibaldis Freundin war, und heiratete sie. Etwa 2266 kam ihre gemeinsame Tochter auf die Welt. In seiner Position als Großunternehmer unterstützte er die Untergrundorganisation von Lyta Alexander gegen das Psi-Corps. Alexander entfernte Garibaldis mentale Blockade und es gelang ihm letztendlich, Bester aufzuspüren und für seine Verbrechen vor Gericht zu stellen. S. 303 ff.
Michael Garibaldi wurde von Jerry Doyle gespielt.

### Susan Ivanova

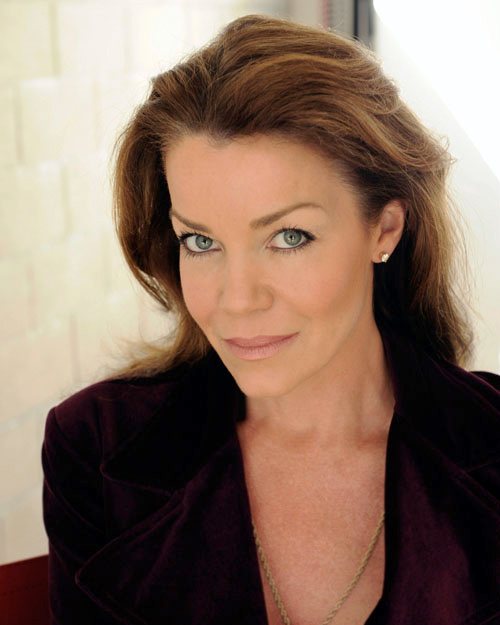
Claudia Christian (2009)

Susan Ivanova wurde in St. Petersburg geboren und lebte als Jugendliche in Paris. Ihre Mutter war eine Telepathin, die sich nicht dem Psi-Corps anschließen wollte und deshalb von diesem gezwungen wurde, Medikamente zu nehmen, die ihre Fähigkeiten unterdrückten. Nebenwirkungen der Drogen trieben sie in den Selbstmord; weshalb Ivanova ein stark ausgeprägtes Misstrauen gegen Mitglieder des Corps besaß. Sie verfügte selbst über schwache telepathische Fähigkeiten und lebte in ständiger Sorge, dass das Psi-Corps diese entdecken könnte. Nachdem ihr Bruder im Krieg gegen die Minbari gefallen war, trat sie 2248 den Erdstreitkräften bei. Unter anderem war sie bei dem Jupitermond Io stationiert, bis sie 2257 ihren Posten als stellvertretende Leiterin von Babylon 5 antrat. Ivanova hatte mit Talia Winters für kurze Zeit eine romantische Beziehung, bis Winters als Spionin mit einer implantierten Persönlichkeit enttarnt wurde. Unter dem Kommando von Sheridan wurde sie befördert und nahm zunehmend auch diplomatische Aufgaben wahr. So auch, als sie uralte Völker als Verbündete für den Krieg gegen die Schatten gewann. Auf diesen Missionen kam sie in Kontakt mit Marcus Cole, der sich in sie verliebte, was sie aber nicht erwidern wollte, da ihre bisherigen Beziehungen scheiterten. Ivanova war von Anfang an an Sheridans Widerstand gegen Clark beteiligt. Sie übernahm die Moderation einer Nachrichtensendung, die der Propaganda der Erdregierung entgegenwirken sollte. Im Krieg gegen Clark wurde sie so schwer verletzt, dass Cole sein Leben ließ, um sie zu retten. Erst nach seinem Tod gesteht sie sich ihre Liebe zu Cole ein, da sie vorher Angst hatte erneut verletzt zu werden, wenn ihre Beziehung nicht funktioniert hätte. Sie bereut zutiefst, ihm keine Chance gegeben zu haben. Im Anschluss verließ sie Babylon 5 und übernahm das Kommando auf einem Zerstörer. 2281 übernahm Ivanova, mittlerweile zum General aufgestiegen, nach Sheridans Tod die Führung der Rangers. S. 380 ff.
Susan Ivanova wurde gespielt von Claudia Christian.

### Warren Keffer
Warren Keffer wuchs auf einer Kolonie der Erde auf und wurde Kampfpilot. Als Mitglied der Zetastaffel auf Babylon 5 nahm er 2259 an einer Rettungsmission im Hyperraum teil, bei der er eine Begegnung mit einem Schiff der Schatten hatte, die zu diesem Zeitpunkt noch unbekannt waren. Sein Staffelführer überlebte die Mission nicht und Keffer rückte nach. Fortan begab er sich auf die Suche nach dem fremden Schiff. Bei einem weiteren Einsatz im selben Jahr hatte er schließlich Erfolg und fand ein baugleiches Schiff. Kurz bevor es ihn tötete, übermittelte er eine Aufzeichnung der Begegnung. Es waren die ersten Bilder eines Schattenschiffes, die in der Öffentlichkeit zu sehen waren. S. 410
Warren Keffer wurde durch Robert Rusler dargestellt.

### Lennier

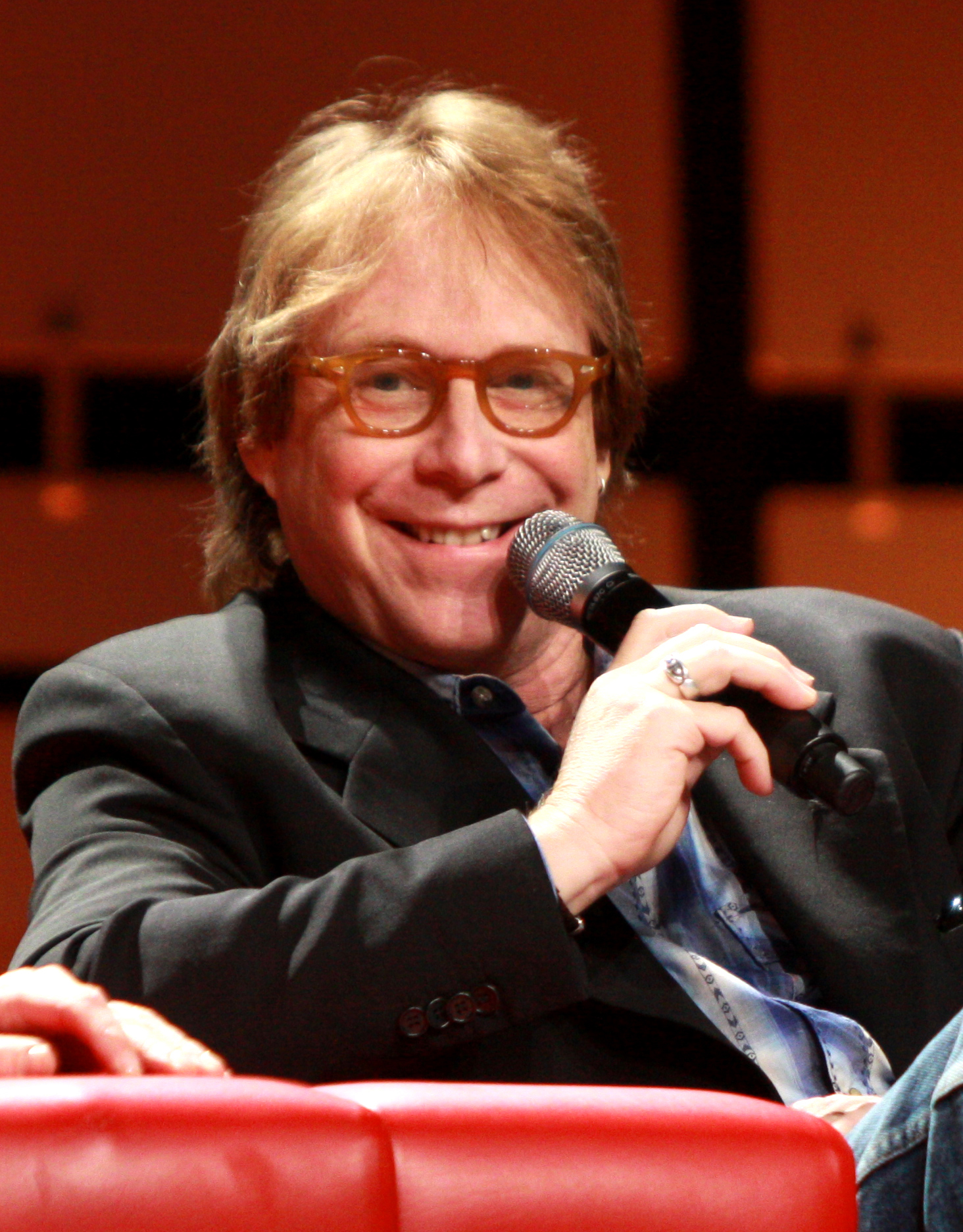
Bill Mumy (2013)

Lennier war Mitglied der religiösen Kaste der Minbari. Er hat im Dritten Tempel des Chudomo Sprachen, Mathematik und Kampftechniken erlernt. Delenn wählte ihn im Jahr 2258 als ihren persönlichen Assistenten aus und holte ihn von Minbar nach Babylon 5. Aufgrund seiner Ausbildung war Lennier für Delenn ein stets zuverlässiger Helfer und Freund; so wachte er bei ihr während ihrer Umwandlung zum Mensch-Minbari-Hybriden. Aus seiner großen Loyalität gegenüber Delenn wurde im Laufe der Jahre Liebe, wobei er sich bewusst war, dass sie diese nicht erwiderte. Als Delenn Sheridan heiratete, fühlte sich Lennier in der Nähe der beiden zunehmend unwohl und entschied sich zu den Rangers zu gehen. Während er Sheridan und Delenn 2262 auf einer Reise nach Minbar begleitete, geriet Sheridan in eine tödliche Gefahr. Lennier weigerte sich zunächst ihm zu helfen, bereute allerdings kurz darauf seine Tat und verließ sowohl Delenn als auch die Rangers. S. 441 ff.
Darsteller von Lennier war Bill Mumy.

### Elizabeth Lochley

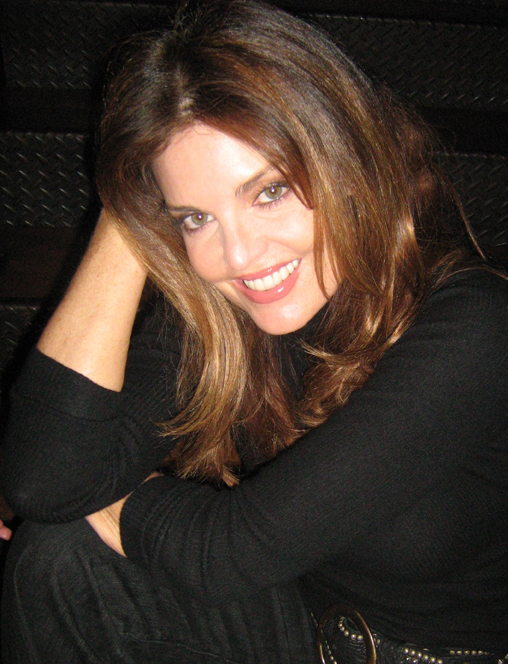
Tracy Scoggins (2008)

Elizabeth Lochley wuchs auf der Erde auf und konsumierte in ihrer Jugend Drogen. Nachdem ihre beste Freundin an einer Überdosis gestorben war, schloss sie sich den Erdstreitkräften an. Während ihrer Ausbildung lernte sie John Sheridan kennen, den sie heiratete. Die Ehe wurde nach drei Monaten geschieden. Während des Bürgerkrieges stand Lochley auf der Seite Präsident Clarks, wurde aber dennoch von Sheridan im Jahr 2262 zur Nachfolgerin von Susan Ivanova als Kommandantin von Babylon 5 ernannt. Die Art, die Station zu leiten, ließ sie sich von niemanden vorschreiben und war damit äußerst erfolgreich. 2267 hatte sie Kontakt mit der Crew der Excalibur und eine kurze Affäre mit Matthew Gideon. Sie behielt den Posten als Leiterin von Babylon 5 für viele Jahre. S. 452 ff.
Darstellerin von Lochley war Tracy Scoggins.

### Londo Mollari

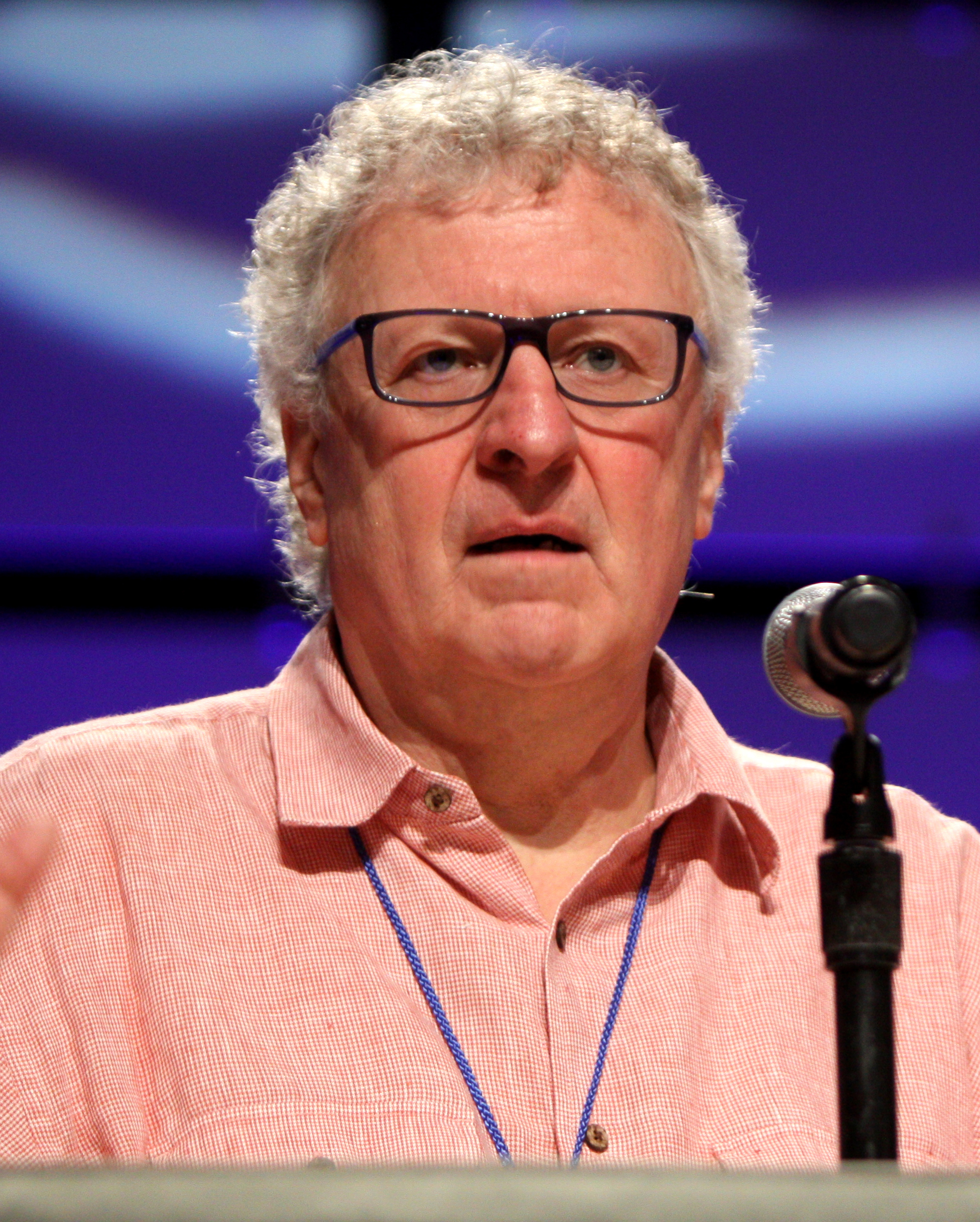
Peter Jurasik (2013)

Londo Mollari wurde ca. 2213 auf Centauri Prime geboren und schlug zunächst eine militärische Laufbahn ein. Nachdem er für kurze Zeit verheiratet war, ging er drei weitere arrangierte Ehen ein. Er arbeitete als Diplomat auf der Erde und wurde im Jahr 2256 als Botschafter der Centauri nach Babylon 5 entsandt. Zwei Jahre später begegnete er Morden, mit dem er einen verhängnisvollen Pakt einging: Nichtsahnend, dass Morden mit den Schatten im Bunde war, ließ Londo zu, dass Morden der Centauri-Republik zu neuer Macht verhalf. Während Londos Ansehen am Hof der Centauri stieg, führten die von Morden veranlassten Angriffe auf die Narn – die Erzfeinde der Centauri – zu einem erbarmungslosen Krieg zwischen beiden Völkern. Gleichzeitig intrigierte Londo gemeinsam mit Lord Refa gegen Imperator Turhan, um Cartagia auf den Thron zu helfen. In der Folgezeit beschlich Londo zunehmend ein schlechtes Gewissen und er löste seine Partnerschaft mit Morden auf. Der wandte sich daraufhin an Refa. Londo zwang Refa jedoch, das Bündnis zu beenden, da die Centauri inzwischen in unzählige Konflikte verwickelt waren. Als Morden Londos Geliebte Adira Tyree vergiftete, hielt Londo Lord Refa für den Mörder und ließ ihn töten. 2261 wurde er nach Centauri Prime beordert, um als Berater von Imperator Cartagia zu dienen. Londo erkannte, dass dieser wahnsinnig war und mit Morden und den Schatten paktierte. Zusammen mit seinem Gehilfen Vir Cotto und G’Kar, der am Hof gefangen war, beseitigte er Cartagia und befreite die Heimatwelt der Narn von der Besatzung der Centauri. Nun zum Premierminister ernannt, ließ er Morden exekutieren und die Schatten auf Centauri-Prime vernichten. Sein ehemaliger Erzfeind G’Kar wurde immer mehr zu seinem Freund und schließlich auch sein Leibwächter. Bald erkannte Londo, dass der Hof der Centauri auch von Verbündeten der Schatten, den Drakh, kontrolliert wurde, die die Centauri in einen Krieg gegen die Interstellare Allianz verwickelten. Um den Krieg zu beenden, unterwarf sich Londo den Drakh und musste fortan einen Wächter tragen, der Londos Handeln permanent überwachte. Zum neuen Imperator ernannt, konnte er den Krieg beenden, doch Centauri-Prime war bereits verwüstet und das Volk gedemütigt. In den folgenden Jahren konnte er sich dem Wächter nur zeitweise durch Alkoholgenuss entziehen. So gelang es ihm auch, Vir Cotto mit Informationen für seinen Widerstand gegen die Drakh zu versorgen. Im Jahr 2278 setzte er seinem Leben ein Ende, indem er sich von G’Kar erwürgen ließ. Sein Wächter sorgte dafür, dass auch G’Kar dies nicht überlebte. S. 509 ff.
Londo Mollari wurde von Peter Jurasik dargestellt.

### Na’Toth
Na’Toth wurde auf Narn geboren und arbeitete ab dem Jahr 2258 als G’Kars persönliche Assistentin auf Babylon 5, nachdem ihre Vorgängerin Ko’Dath verstorben war. Als die Centauri 2259 Narn bombardierten und besetzten, hielt sich Na’Toth gerade dort auf und geriet in Gefangenschaft. Nach dem Ende des Krieges wurde der Befehl zu ihrer Freilassung versäumt, bis sie 2262 durch Zufall von G’Kar und Londo Mollari im Palast auf Centauri Prime entdeckt und schließlich befreit wurde. Danach kehrte Na’Toth wieder auf ihre Heimatwelt zurück. S. 534 f.
Na’Toth wurde in der ersten und fünften Staffel von Julie Caitlin Brown und in der zweiten Staffel von Mary Kay Adams gespielt.

### John Sheridan

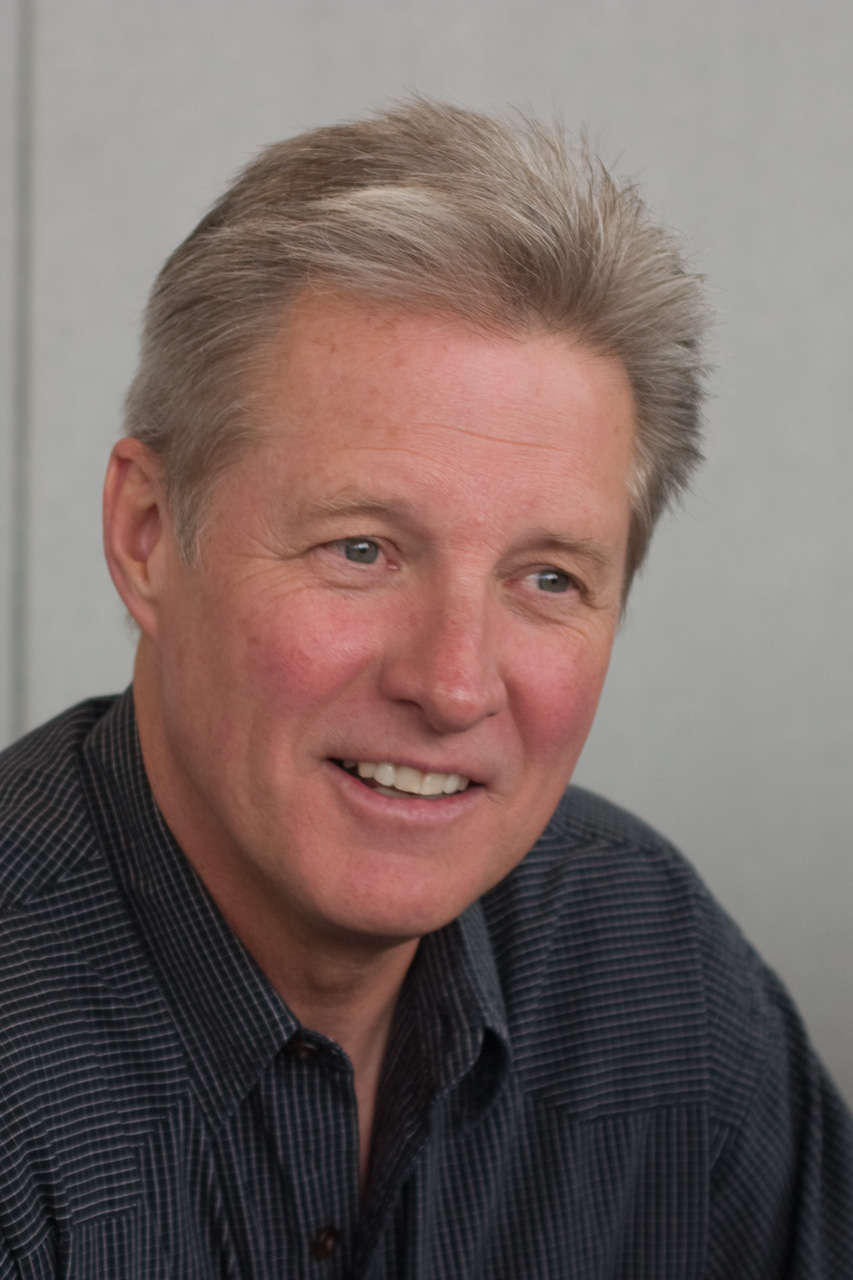
Bruce Boxleitner (2008)

Als Sohn eines Diplomaten wuchs Sheridan in Kansas auf und trat den Erdstreitkräften bei. Dort lernte er Elizabeth Lochley kennen. Beide heirateten; die Ehe wurde jedoch nach drei Monaten wieder geschieden. Während des Krieges gegen die Minbari war Sheridan der einzige Mensch, dem es gelang, einen feindlichen Kreuzer zu zerstören. Nach dem Krieg, im Jahr 2249, heiratete er Anna, die schon bald bei einer Forschungsmission ums Leben kam. Er hatte zeitweise das Kommando auf der Transferstation bei Io und auf einem Zerstörer. Anfang 2259 löste er Jeffrey Sinclair als Kommandant auf Babylon 5 ab. Dort traf er auf Delenn, die ihn auf die Bedrohung durch die Schatten hinwies und mit den Rangers vertraut machte. Mit dem Kommandostab von Babylon 5 formte er einen geheimen Widerstandskreis gegen Präsident Clark, um dessen Verbrechen aufzudecken. Zu Sheridans herausragendsten Talenten gehörte die Fähigkeit, verschiedenste Völker für ein gemeinsames Ziel zu vereinen. So konnte er eine schlagkräftige Armee gegen die Schatten aufstellen. Auf dem Höhepunkt des Krieges im Jahr 2260 tauchte seine Frau Anna wieder auf. Die Schatten hatten sie wiederbelebt und mit einer veränderten Persönlichkeit auf Sheridan angesetzt, um ihn auf ihre Seite zu ziehen. Er begleitete sie nach Z’ha’dum, verweigerte jedoch jegliche Kooperation, wurde lebensgefährlich verletzt und war praktisch tot. Lorien, der „Allererste“, rettete ihn und spendete ihm Lebensenergie für etwa 20 Jahre. Nach seiner Rückkehr nach Babylon 5 konnte er mit Loriens Hilfe den Krieg gegen die Schatten beenden, was dazu führte, dass die Allerersten die Galaxis verließen. Danach wandte er sich wieder Präsident Clark zu. Er erklärte die Unabhängigkeit der Station und verteidigte sie erfolgreich gegen Clarks Truppen. Anschließend führte er mit der Hilfe von außerirdischen Streitkräften einen Feldzug gegen Clark. Während des Krieges geriet er in Gefangenschaft, wurde gefoltert und verhört, konnte aber befreit werden. Zuerst befreite Sheridan und seine multiplanetare Flotte die Kolonien und schließlich die Erde selbst. Im Anschluss wirkte er entscheidend bei der Gründung der Interstellaren Allianz mit, deren erster Präsident er wurde. Er und Delenn waren inzwischen ein Paar und beide heirateten. Das Kommando auf Babylon 5 übergab er 2262 an Elizabeth Lochley. Später verließen Sheridan und Delenn Babylon 5, um fortan auf Minbar zu leben. 2263 wurde ihr Sohn David geboren. 2279 gab er seinen Posten als Präsident auf. Seine Nachfolgerin wurde Delenn, während er die Führung der Rangers übernahm. Im Jahr 2281 war die Lebensenergie, die er von Lorien erhalten hatte, aufgebraucht. Lorien wartete bereits auf ihn. Gemeinsam verschwanden beide und Sheridan wurde nie wieder gesehen. S. 670 ff.
John Sheridan wurde von Bruce Boxleitner dargestellt.

### Jeffrey Sinclair / Valen
Jeffrey David Sinclair wurde auf dem Mars geboren und trat 2237 den Erdstreitkräften bei. Als Kampfpilot nahm er 2248 an der Entscheidungsschlacht im Erde-Minbari-Krieg teil, bei der er an Bord eines feindlichen Kreuzers geholt und verhört wurde. Die Minbari entdeckten, dass er die DNA von Valen und damit eine Minbari-Seele in sich trug und beendeten den Krieg umgehend. Sinclairs Erinnerungen an den Vorfall wurden gelöscht. 2257 übernahm er das Kommando auf Babylon 5, da er der einzige Mensch war, den die Minbari auf diesem Posten akzeptierten. Dort ernannte er Laurel Takashima zu seiner Stellvertreterin und Michael Garibaldi zu seinem Sicherheitschef; außerdem verband ihn bald eine enge Freundschaft mit Delenn. Gegen Ende 2258 schmiedete er gemeinsam mit seiner Lebensgefährtin Catherine Sakai Heiratspläne. Nach dem Attentat auf Präsident Santiago wurde Sinclair jedoch von Präsident Clark nach Minbar versetzt, um als Botschafter der Menschen zu arbeiten. Dort wurde er schon bald zum Anführer der Rangers, zu denen nun auch Menschen gehörten. Unter seinen Rekruten war auch Sakai, die bei einem Einsatz in einer Zeitverwerfung verschwand. 2260 erhielt er einen 900 Jahre alten Brief von Valen. Den Anweisungen folgend, entführte er gemeinsam mit Delenn, Marcus Cole, Zathras und dem Kommandostab von Babylon 5 die Station Babylon 4. Gemeinsam mit Zathras reiste er auf Babylon 4 in das 13. Jahrhundert, unterzog sich einem Wandel zu einem halben Minbari und leitete unter dem Namen Valen die beinahe besiegten Minbari im Krieg gegen die Schatten. Er gründete den Grauen Rat und die Rangers. Zu dieser Zeit traf er wieder auf die verloren geglaubte Sakai und beide heirateten. Nach dem Sieg über die Schatten flohen beide ins Exil, da eine Beziehung unterschiedlicher Spezies von den Minbari nicht geduldet wurde. Sie bekamen Kinder, aus deren Linie schließlich auch Delenn hervorging. Auf diesem Weg gelangte menschliche DNA in den Stammbaum der Minbari, was die Menschheit im Jahr 2248 schließlich rettete. S. 684 ff. S. 770 f.
Jeffrey Sinclair wurde von Michael O’Hare gespielt.

### Talia Winters

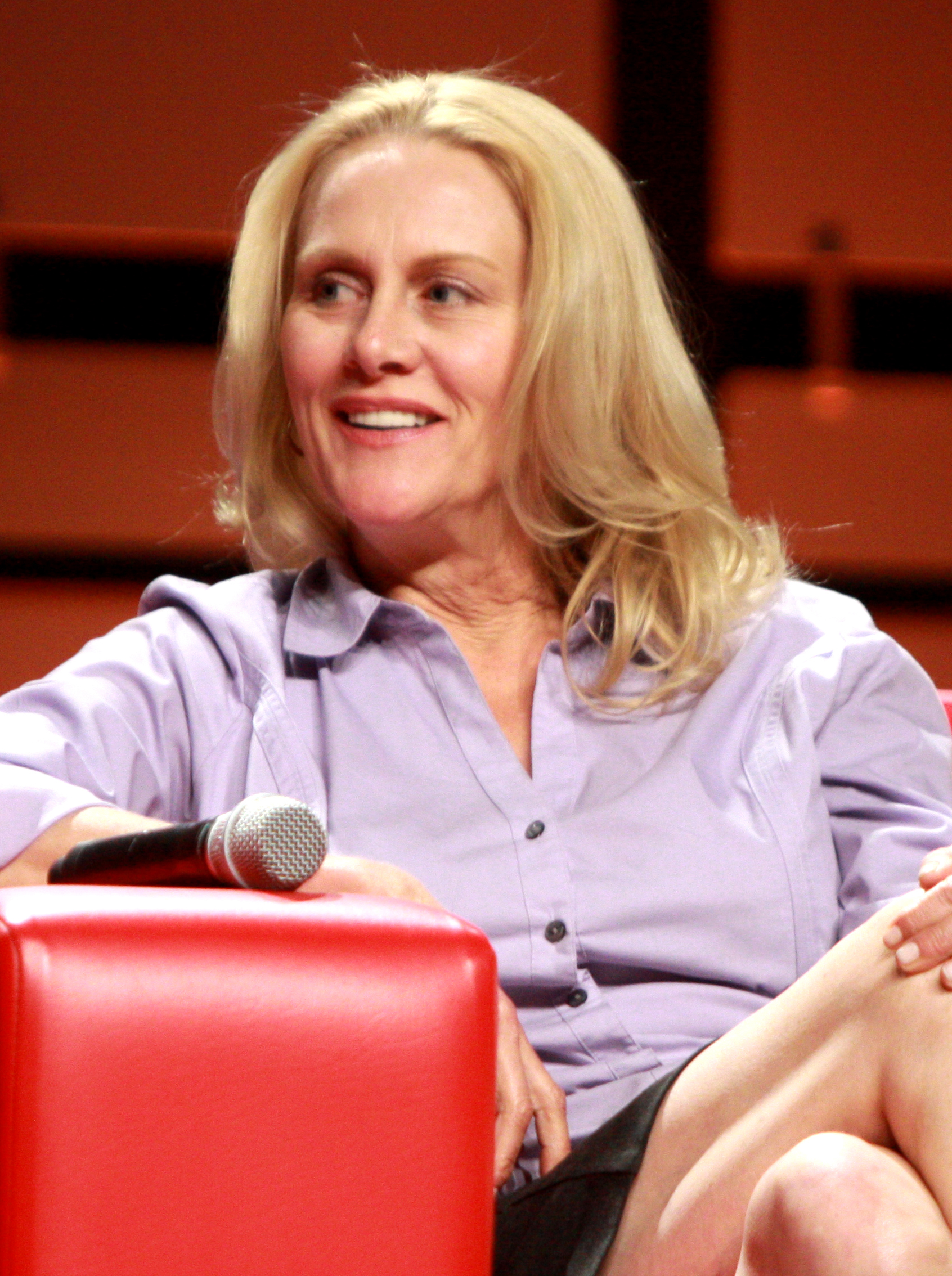
Andrea Thompson (2013)

Als Telepathin der Stufe P5 wuchs Talia Winters in Wien unter der Obhut des Psi-Corps auf. Später arbeitete sie auf dem Mars. Etwa 2253 wurde ihr vom Corps insgeheim eine zweite Persönlichkeit implantiert, die Winters Aktivitäten ohne deren Wissen überwachte. Ab 2258 vertrat sie das Psi-Corps auf Babylon 5. Sie war zu Beginn eine dem Corps loyal eingestellte Telepathin, zweifelte jedoch zunehmend an dessen Methoden und Praktiken. Sie half sogar abtrünnigen Telepathen auf der Station. Von ihrem ehemaligen Geliebten Jason Ironheart, an dem das Psi-Corps experimentierte, erhielt sie verstärkte telepathische Kräfte sowie geringe telekinetische Fähigkeiten. Es entwickelte sich eine Beziehung zwischen ihr und Susan Ivanova, die beste Freundinnen wurden. Als Lyta Alexander auf die Station zurückkehrte, enttarnte sie Talia als Schläferagentin. Nach telepathischer Übermittlung des Codewortes übernahm die zweite Persönlichkeit die Kontrolle und zerstörte die ursprüngliche Talia. Sie verließ Babylon 5 Richtung Erde, hatte zu diesem Zeitpunkt jedoch noch keine Kenntnis von Sheridans Widerstandskreis gegen Clark. S. 810 ff.
Talia Winters wurde von Andrea Thompson gespielt.

## Nebencharaktere

### Alfred Bester

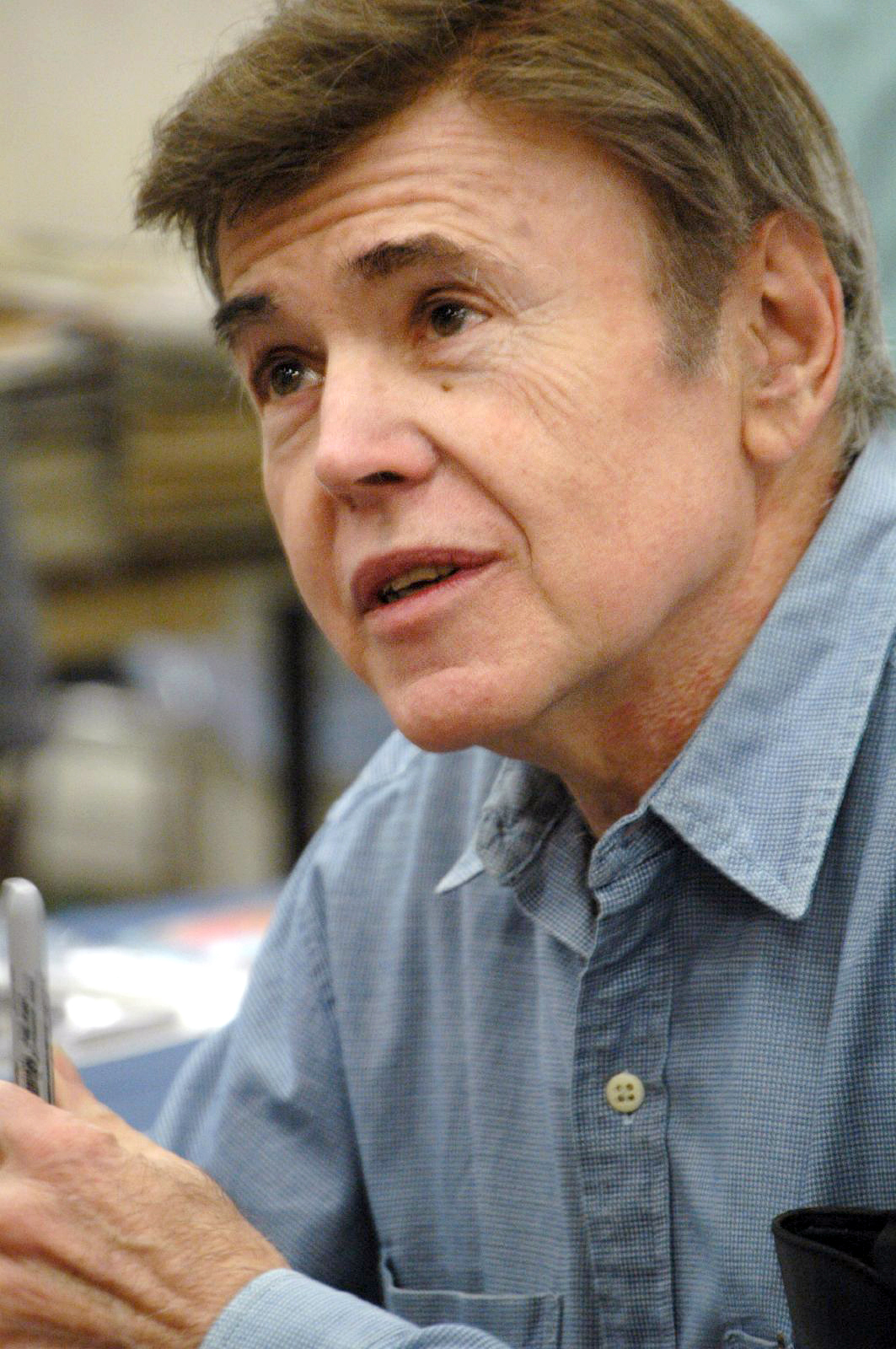
Walter Koenig (2007)

Besters Eltern waren vom Psi-Corps abtrünnige Telepathen. Geboren wurde er 2189 als Stephen Kevin Dexter. Nachdem seine Eltern vom Corps ermordet wurden, kam er in die Obhut seines Großvaters, der Leiter des Psi-Corps war und ihm den Namen Alfred Bester gab. Als Telepath der Stufe P12 schlug er eine Laufbahn bei der Gedankenpolizei ein, wo seine Aufgabe vorrangig darin bestand, abtrünnige Telepathen zu jagen. Er machte nie ein Geheimnis daraus, dass er Nicht-Telepathen als minderwertig ansah. Um die Ziele des Corps oder seine eigenen durchzusetzen, ging er äußerst rücksichtslos und brutal vor. Seine Arbeit führte ihn des Öfteren nach Babylon 5. 2260 kooperierte er kurzzeitig mit Sheridan, da ihm der Einfluss der Schatten auf das Corps missfiel und da seine Geliebte Carolyn Sanderson unter dem Einfluss von Schattenimplantaten im Kälteschlaf lag, und er hoffte, dass Sheridan einen Weg fände, ihr zu helfen. Ein Jahr später war er wesentlich an der mentalen Umprogrammierung von Michael Garibaldi beteiligt, die dazu diente, die Verschwörung von William Edgars gegen die Telepathen aufzudecken. Während des Konfliktes des Psi-Corps mit dem Telepathen-Widerstand um Lyta Alexander Mitte der 2260er Jahre zeichnete Bester verantwortlich für unzählige Morde und die Einrichtung von Konzentrationslagern. Nach dem Untergang des Corps lebte er auf der Flucht. In Paris lebte er für längere Zeit unter falschem Namen; dennoch konnte er letztendlich von Garibaldi und Sicherheitsbehörden aufgespürt werden. Er wurde für seine Verbrechen verurteilt und verbrachte den Rest seines Lebens in einem Genfer Hochsicherheitsgefängnis, wo er 2281 starb. S. 63 ff.
Alfred Bester wurde von Walter Koenig dargestellt.

### Imperator Cartagia
Cartagia war der Neffe von Imperator Turhan, dessen Nachfolger er 2259 mit der Hilfe von Lord Refa wurde. Er neigte zu Narzissmus, Überheblichkeit und willkürlicher Grausamkeit. Er erlaubte den Schatten, auf Centauri Prime eine Basis einzurichten und wollte sich im Gegenzug zur Gottheit erheben lassen. Dass die Vorlonen planten, Centauri Prime zusammen mit den Schatten zu vernichten, kümmerte ihn nicht. Das Verhalten Cartagias brachte Londo Mollari dazu, sich gegen den Imperator zu stellen. Mollari entwickelte ein Mordkomplott gegen Cartagia, verbündete sich dafür mit G’Kar und stellte Cartagia auf Narn eine Falle. Letztendlich wurde Cartagia von Vir Cotto 2261 mit einem Nervengift getötet und die Schatten konnten von Centauri Prime beseitigt werden. S. 98 f.
Darsteller von Cartagia war Wortham Krimmer.

### Morgan Clark
Morgan William Clark war Vizepräsident der Erde unter Präsident Luis Santiago. Er stand dem Psi-Corps nahe und verschwor sich 2258 mit Morden zu einem Attentat auf Santiago und gewährte den Schatten im Gegenzug für ihre Unterstützung Zugriff auf das Corps. Nachdem sein Vorgänger beseitigt war, wurde Clark 2259 Präsident. Er wandelte die Regierung der Erde unter Anwendung des Kriegsrechtes nach und nach in eine Diktatur um. John Sheridan rebellierte offen gegen das Regime und konnte Clark mithilfe von Außerirdischen schließlich stürzen. Dieser entzog sich seiner Verhaftung durch Suizid. S. 129 f.
Clark wurde von Gary McGurk dargestellt.

### David Corwin
David Corwin diente bei den Erdstreitkäften und arbeitete ab 2258 als Techniker auf der Raumstation Babylon 5. Im Jahr 2259 wurde er leitender Techniker und war die rechte Hand von Commander Susan Ivanova. Im März 2260 wurde er zum Lieutenant befördert. Nach der Unabhängigkeitserklärung von Babylon 5 und den folgenden Kriegen zeigte Corwin loyale Unterstützung für Captain Sheridan. Ab September 2261 übernahm er de facto das Kommando über die Station, während Sheridan und Ivanova aufgrund des Bürgerkriegs abwesend waren. Nachdem Ivanova im Jahr 2261 die Station verlassen hatte, übernahm Corwin ihre Aufgaben und unterstützte Captain Elizabeth Lochley. S. 148 f.
Darsteller von Corwin war Joshua Cox.

### Draal
Draal war Minbari und Delenns früherer Lehrer und guter Freund. Nachdem er auf Minbar aufgrund zunehmender Ressentiments der Minbari untereinander deprimiert war, reiste er 2258 nach Babylon 5, um Delenn ein letztes Mal zu treffen, bevor er „im Meer versinken“ würde. Zuvor wurde er jedoch von dem bisherigen und altersschwach gewordenen Hüter der „Großen Maschine“ auf Epsilon 3 berufen, dessen Nachfolger zu werden. Draal folgte diesem Ruf und fand in der Großen Maschine seine neue Berufung. Von dort aus unterstütze er die Crew von Babylon 5 bei mehreren Gelegenheiten. S. 199 f.
Draal wurde bei seinem ersten Auftritt von Louis Turenne dargestellt. Danach übernahm John Schuck die Rolle.

### William Edgars
William Edgars war Leiter eines Pharmakonzerns und lebte überwiegend auf dem Mars. Er war mit Lise Hampton Edgars verheiratet. Edgars warb Michael Garibaldi im Jahr 2261 für diverse Dienstleistungen an. Als ihn Garibaldi auf dem Mars aufsuchte, konnte ihn Edgars überzeugen dabei zu helfen, John Sheridan gefangen zu nehmen. Das war Teil seines Plans, mit Hilfe eines Virus die menschlichen Telepathen auf der Erde zu kontrollieren: Edgars sah Telepathen als Bedrohung der „normalen“ Menschen an und wollte daher Kontrolle über sie erlangen. Das von ihm produzierte Virus tötete jeden Telepathen, wenn ihm nicht in regelmäßigen Abständen ein – von Edgars Industries exklusiv hergestelltes – Gegenmittel verabreicht wurde. Die Gefangennahme von Sheridan sollte verhindern, dass Clark dem Psi-Corps noch mehr Macht gibt, um Sheridans Rebellion niederzuschlagen. Da Alfred Bester durch den von ihm telepathisch veränderten Michael Garibaldi jedoch vor der Freisetzung des Virus von den Plänen von William Edgars erfuhr, veranlasste er die Ermordung von Edgars. Das Virus wurde vom Psi-Corps vernichtet, das Gegenmittel einbehalten. S. 240 f.
William Edgars wurde von Efrem Zimbalist, Jr. gespielt.

### Byron Gordon

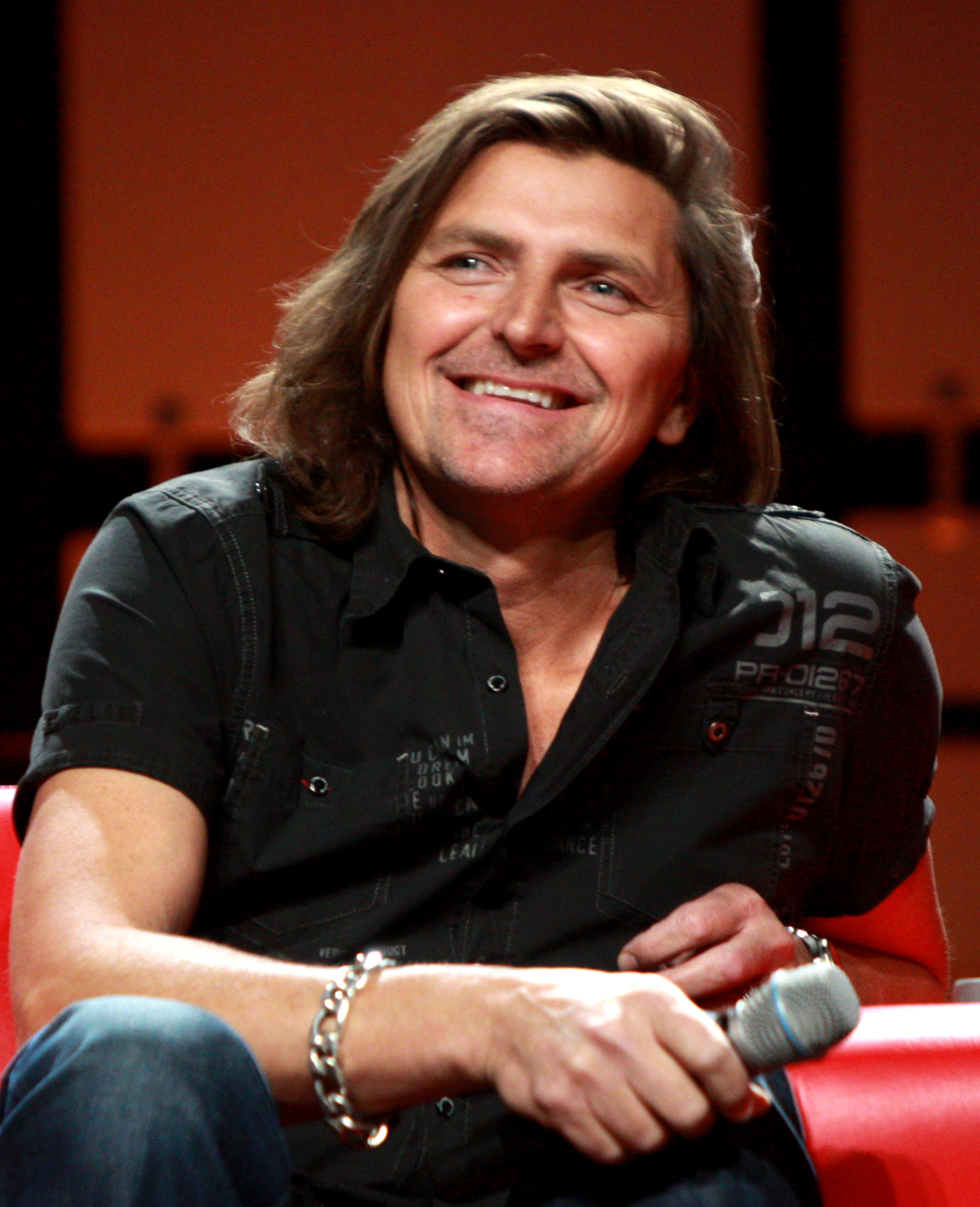
Robin Atkin Downes (2013)

Byron wurde auf dem Mars geboren und war Telepath der höchsten Stufe P12. Er arbeitete beim Psi-Corps unter Alfred Bester, auf dessen Befehl hin Byron hilflose Menschen tötete. Da er dies nicht mit seinem Gewissen vereinbaren konnte, wurde er 2258 vom Corps abtrünnig und sammelte viele Anhänger um sich. 2262 erhielt er von John Sheridan die Erlaubnis, mit seinen Leuten auf Babylon 5 zu leben. Dort lernte er Lyta Alexander kennen und beide wurden ein Paar. Er und seine Anhänger forderten vergeblich einen eigenen Planeten, um dort in Frieden zu leben. Seine Aktivitäten riefen schließlich das Psi-Corps auf den Plan. Die Gewalt eskalierte und Byron sah sich zum Selbstmord gezwungen. Lyta wurde seine Nachfolgerin als Anführerin des Widerstandes gegen das Corps. S. 318 f.
Darsteller von Byron Gordon war Robin Atkin Downes.

### Theresa Halloran / Nummer Eins
Theresa Halloren war die Anführerin des Widerstandes gegen die Erde auf dem Mars und dort als „Nummer Eins“ bekannt. Sie schloss sich im Jahr 2261 der Rebellion von John Sheridan gegen Präsident Clark an und erwies sich als wichtige Verbündete. Zu dieser Zeit hatte sie eine Affäre mit Stephen Franklin. Nachdem die Marskolonie ihre Unabhängigkeit erlangt hatte, wurde Halloren in die neue Marsregierung gewählt. 2262 übernahm sie den Posten als Leiterin des Geheimdienstes der Interstellaren Allianz von Michael Garibaldi und lebte fortan auf Babylon 5. S. 334 f.
Halloran wurde von Marjorie Monaghan gespielt.

### Lise Hampton
Lise Hampton wurde auf dem Mars geboren. Etwa 2253 lernte sie Michael Garibaldi kennen und beide wollten heiraten. Garibaldi gab die Beziehung jedoch für seinen Posten auf Babylon 5 auf. Später war sie für kurze Zeit verheiratet und hatte eine Tochter. Ihr Ex-Mann nahm das Kind nach der Trennung zu sich. 2261 heiratete sie William Edgars. Nach dessen Tod leitete sie seinen Konzern zusammen mit Garibaldi, den sie schließlich heiratete. Um 2266 wurde ihre gemeinsame Tochter Mary geboren. S. 241 f.
Lise Hampton wurde von Denise Gentile gespielt.

### Kosh
Der Vorlone Kosh Naranek lebte bereits im 13. Jahrhundert, wo er Valen im Kampf gegen die Schatten unterstützte. Von Valen erhielt er auch Wissen über die kommenden 1000 Jahre. Schon kurz nach Antritt seines Dienstes auf Babylon 5 im Jahr 2257 wurde Kosh Opfer eines Attentats. Nur knapp konnte er durch die Hilfe des Stationsarztes Benjamin Kyle und der Telepathin Lyta Alexander gerettet werden. Kosh hielt engen Kontakt zu Delenn und öffnete sich Lyta Alexander, die später zu seiner Assistentin wurde. Im Gegensatz zu anderen Vertretern seiner Spezies, interessierte sich Kosh auch für die jüngeren Völker. Er erteilte John Sheridan von Zeit zu Zeit geheimnisvolle Lektionen, um ihn auf den Kampf gegen die Schatten vorzubereiten. Als im Jahr 2260 vorlonische Schiffe auf seinen Befehl hin Schattenschiffe angriffen, wurde er in einer Vergeltungsaktion von den Schatten ermordet. Jedoch konnte er Fragmente seines Bewusstseins im Körper von Sheridan verbergen. Als dieser auf Z’ha’dum in Bedrängnis geriet, forderte Kosh ihn auf in den Abgrund zu springen, was letztlich zu Sheridans Rettung führte. Koshs Nachfolger als Botschafter der Vorlonen auf Babylon 5 wurde Ulkesh. Da Ulkesh aufgrund des aggressiven Vorgehens der Vorlonen in der Spätphase des Schattenkrieges zu einem Sicherheitsrisiko wurde, sollte er die Station verlassen. Er weigerte sich, was Kosh veranlasste, Sheridan zu verlassen und gemeinsam mit Lorien den Botschafter zu bekämpfen. Dabei fand Kosh gemeinsam mit Ulkesh den endgültigen Tod. S. 422 ff.
Kosh wurde von Ardwight Chamberlain gespielt und im englischen Original von Jeffrey Willerth gesprochen. Ulkesh wurde von Jeffrey Willerth gespielt und im englischen Original von Ardwight Chamberlain gesprochen.

### Lorien
Lorien war das erste Lebewesen im Universum, das ein Bewusstsein entwickelte. Seine Spezies traf auf die Allerersten, die zu dieser Zeit noch junge Völker waren. Unter ihnen waren die Vorlonen und die Schatten. Er unterrichtete sie  und bald war er der letzte Vertreter seiner Art. Er ließ sich beim Planeten Z’ha’dum nieder, den die Schatten daraufhin zu ihrer Heimatwelt erkoren, um Lorien zu ehren. Dort traf er 2260 auf den schwer verletzten John Sheridan und spendete ihm Lebensenergie für etwa 20 Jahre. Er beriet Sheridan im Kampf gegen die Vorlonen und Schatten. Als die verbliebenen Allerersten in einer finalen Schlacht versammelt waren, machte Lorien deutlich, dass sie die Galaxis nun verlassen müssen. Er folgte ihnen und kehrte lediglich 2281 kurz zurück, um Sheridan zu holen. S. 455
Darsteller von Lorien war Wayne Alexander.

### Morden
Morden wurde im Jahr 2223 in Summit, New Jersey geboren und war Archäologe. Er hatte eine Frau und eine Tochter, die beide bei einem Terroranschlag ums Leben kamen. Gemeinsam mit Sheridans Frau Anna gehörte er zur Besatzung des Expeditionsschiffes Icarus, das den Planeten Za’ha’dum erforschte. Dort trafen sie auf die Schatten, die jeden töteten, der nicht mit ihnen kooperierte. In der Hoffnung, sie könnten seine Familie zurückbringen, unterwarf sich Morden den Schatten und wurde ihr Handlanger. Auf Babylon 5 suchte er 2258 unter den außerirdischen Botschaftern nach einer Person, die sich für die Zwecke der Schatten manipulieren ließ und fand schließlich Londo Mollari. Dessen Gier nach Macht ließ ihn einen verhängnisvollen Pakt mit Morden eingehen, der die Völker der Galaxis gegeneinander aufwiegelte und den Schatten den Weg für ihren Krieg ebnete. In Präsident Clark fand Morden ebenfalls einen Partner; später auch in Lord Refa, als Londo sich von Morden löste. Er machte ebenso den größenwahnsinnigen Imperator Cartagia mit den Schatten vertraut, der ihnen gestattete, eine Basis auf Centauri Prime zu errichten. Nachdem Londo 2261 die Macht übernommen und die Schatten beseitigt hatte, ließ er Morden exekutieren und seinen Kopf im Garten des Palastes zur Schau stellen. S. 520 ff.
Morden wurde gespielt von Ed Wasser.

### Neroon
Neroon war ein Mitglied der Minbari-Kriegerkaste und tötete im Krieg gegen die Erde tausende Menschen. Im Jahr 2259 wurde er Mitglied des Grauen Rates, wodurch die Kriegerkaste erstmals in der tausendjährigen Geschichte des Rates eine Mehrheit hatte. Dies verstärkte das Zerwürfnis zwischen den Kasten, das schließlich in einem Bürgerkrieg gipfelte. Neroon respektierte die religiöse Delenn und ihre Führerschaft der Rangers. So opferte er sich 2261 schließlich in einem Ritual, das den zukünftigen Führer der Minbari bestimmen sollte, und machte den Weg frei für Delenn und Frieden unter den Minbari. S. 550 f.
Darsteller von Neroon war John Vickery.

### Lord Refa
Antono Refa war ein Politiker der Centauri. Nach dem Tod von Imperator Turhan im Jahr 2259 ließ er Premierminister Malachi ermorden und verhalf somit Cartagia auf den Thron. Er war verantwortlich für zahlreiche Gräueltaten im Krieg gegen die Narn. Als Londo Mollari seinen Pakt mit Morden auflöste, nahm Refa diesen Platz angesichts der damit verbundenen Macht gerne ein. Londo zwang ihn allerdings, diese Partnerschaft aufzugeben, indem er Refa einen Teil eines Zwei-Komponenten-Giftes verabreichte. Später, als Londo glaubte, Refa hätte die einzige Frau ermordet die ihm je etwas bedeutete, lockte er ihn 2260 auf den Heimatplaneten der Narn, wo Refa in eine Falle geriet und durch die aufgebrachten Narn getötet wurde. Außerdem hinterließ Londo gefälschte Beweise, die Refa zum Verräter erklärten, wodurch auch seine Familie entehrt wurde. S. 617 f.
Refa wurde von William Forward dargestellt.

### Catherine Sakai
Catherine Sakai wuchs in Alaska und Hong Kong auf. Um 2242 trat sie den Erdstreitkräften bei, wo sie Jeffrey Sinclair kennenlernte. Die beiden wurden ein Paar; nach Ausbruch des Krieges zwischen Menschen und Minbari wurden sie zunächst getrennt. Später widmete sie sich der Erforschung von Planeten. Hin und wieder traf sie sich mit Sinclair und 2258 machten beide Heiratspläne. Sinclair wurde jedoch als Botschafter nach Minbar beordert, woraufhin Sakai sich ebenfalls dorthin begab und den Rangers beitrat. Bei einem Kampfeinsatz verschwand sie in einer Zeitverwerfung, wodurch sie etwa eintausend Jahre zuvor wieder auf Sinclair traf, der sich mittlerweile Valen nannte. Gemeinsam mit ihm hatte sie Kinder, die schließlich menschliche DNA in die Linie der Minbari brachten. S. 637
Darstellerin von Sakai war Julia Nickson-Soul.

### Ta’Lon
Der Narn Ta’Lon war Kampfpilot und wurde im Jahr 2259 von Aliens entführt. Gemeinsam mit John Sheridan, der in der gleichen Situation war, gelang ihm die Flucht. Im Jahr darauf führte ihn ein Auftrag als Personenschützer nach Babylon 5. Dort traf er auf G’Kar und überredete ihn, auf der Station zu bleiben und sich nicht den Centauri-Besatzern auf Narn zu stellen. Fortan war er ein treuer Anhänger und Berater G’Kars. So überzeugte Ta’Lon ihn etwa, dass G’Kar anderen Narn als Lehrer und Vorbild dienen konnte. Ende 2262 wurde Ta’Lon Botschafter der Narn auf Babylon 5. S. 715 f.
Ta’Lon wurde von Marshall Teague gespielt.

### Bruder Theo
Theo Ankises war ein Mönch der Trappisten, der ab dem Jahr 2260 mit einigen Glaubensbrüdern auf Babylon 5 lebte, um mehr über außerirdische Religionen zu lernen. Als Gegenleistung für die Duldung der Mönche auf der Station, bot er dem Kommandostab wiederholt seine Hilfe an. So halfen er und seine  Leute beispielsweise, einen Terroristen aufzuspüren. Ankises sympathisierte mit Sheridan und nutzte seine Kontakte auf der Erde, um Informationen über den Widerstand gegen Präsident Clark zu sammeln. S. 29 f.
Darsteller von Bruder Theo war Louis Turenne.

### Valen
Siehe Jeffrey Sinclair

### Milo Virini
Milo Virini war Senator am Hof des Imperators auf Centauri Prime. Er war treuer Untergebener von Imperator Turhan sowie dessen Nachfolger Cartagia. Nach Cartagias Tod wurde Virini zum Regent der Centauri-Republik ernannt. Kurz darauf übernahmen die Drakh heimlich die Kontrolle auf Centauri Prime und versahen Virini mit einem Wächter, der sein Handeln kontrollierte. Auf diese Weise wurde er gezwungen, einen Krieg gegen die Interstellare Allianz anzuzetteln. Als seine Heimatwelt in Trümmern lag, ließen die Drakh ihn sterben. Somit diente er als Sündenbock für die katastrophale Lage der Centauri und machte den Weg frei für Imperator Mollari. S. 782 f.
Milo Virini wurde von Damian London dargestellt.

### Lou Welch
Lou Welch war ein Unteroffizier der Erdstreitkräfte, der bis 2259 an der Seite von Michael Garibaldi beim Sicherheitsdienst auf Babylon 5 arbeitete. Anschließend wurde er befördert und versetzt. Etwa ein Jahr später verließ er die Erdstreitkräfte und war als privater Sicherheitsberater tätig. Währenddessen entdeckte er in einem abgestürtzen Drakh-Raumschiff zufällig eine Tarnkappe. Er nutzte die Technik, um unbemerkt Dinge aufzuspüren, was ihm den Beinamen „the ghost“ einbrachte. So arbeitete er auch mit Garibaldi, der inzwischen Unternehmer war, zusammen. Ein Auftrag führte beide ca. 2270 nach Centauri Prime. Dort wurde Welch von den Drakh jedoch enttarnt und ermordet. S. 799
Darsteller von Lou Welch war David L. Crowley.

## Crusade (spin-off)

### Sarah Chambers
Die Virologin Sarah Chambers hielt sich gerade auf dem Mars auf, als die Drakh-Seuche auf der Erde verbreitet wurde. Sie wurde als leitende Ärztin an Bord der Excalibur berufen. Dort entwickelte sie einen temporären Schutz gegen die Seuche und untersuchte bei einer Gelegenheit den Erreger gemeinsam mit Stephen Franklin genauer. S. 118 f.
Sarah Chambers wurde von Marjean Holden gespielt.

### Max Eilerson
Maximilian „Max“ Eilerson wurde auf dem Mars geboren und war Xenoarchäologe und Linguist mit vier akademischen Graden, der bei dem Expeditionsunternehmen IPX angestellt war. Bei einer Ausgrabung im Jahr 2267 wurde seine Gruppe von den Drakh angegriffen und kurz darauf von einem Einsatzteam der Excalibur gerettet. Er schloss sich Gideons Crew an, um mit seinen Fähigkeiten bei der Suche nach einem Heilmittel gegen die Drakh-Seuche zu helfen. S. 243 f.
Darsteller von Eilerson war David Allen Brooks.

### Galen
Nachdem seine Eltern ermordet wurden, kam der Techno-Magier Galen im Alter von 10 Jahren in die Obhut der Magier Elric und Alwyn. Bei einer Mission im Jahr 2258 kam es zu einer Konfrontation mit Elizar, einem Techno-Magier, der im Dienste der Schatten stand. Dabei wurde Galens Geliebte Isabelle von Elizar tödlich verwundet. Später stellte Galen Elizar auf Z’ha’dum, was dieser nicht überlebte. Die Techno-Magier beschlossen bald, sich vor dem drohenden Krieg mit den Schatten an einem geheimen Ort zu verstecken. Auf dem Weg dorthin rettete Galen Matthew Gideon das Leben, als dieser hilflos im Weltraum trieb. Im Jahr 2266 warnte er Sheridan vor einem Angriff der Drakh auf die Erde, der dadurch zwar abgewendet werden konnte, jedoch nicht die Verbreitung der Drakh-Seuche auf der Erde. Aufgrund seiner Kontakte zu Außenstehenden, wurde Galen von den übrigen Magiern aus dem Versteck verstoßen. Er schloss sich daraufhin Gideons Crew bei der Suche nach einem Heilmittel für die Seuche an, indem er die Excalibur mit seinem eigenen Schiff begleitete. Von Zeit zu Zeit reiste er nach Centauri Prime und unterstützte dort Vir Cotto dabei, dessen Heimatwelt vom Einfluss der Drakh zu befreien. S. 295 ff.
Galen wurde von Peter Woodward gespielt.

### Matthew Gideon

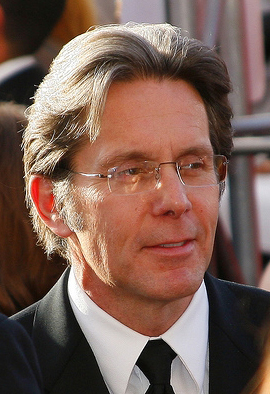
Gary Cole (2009)

Matthew Gideon wurde 2226 geboren. Als Mitglied der Erdstreitkräfte diente er auf dem Zerstörer Cerberus, der von einem mysteriösen Schiff zerstört wurde. Gideon war der einzige Überlebende und wurde von Galen gerettet. Später kommandierte Gideon verschiedene Schiffe, nahm an vielen Kampfeinsätzen teil und sammelte Erfahrung mit Erstkontakten. 2267 wurde er vom Präsidenten der Interstellaren Allianz, John Sheridan, ausgewählt, um als Kommandant an Bord des Zerstörers Excalibur nach einem Heilmittel gegen die Drakh-Seuche zu suchen. Hinweise zu seinen Reisezielen erhielt er unter anderem von einer „Apokalypse-Box“, eine geheimnisvolle Truhe, die er einst bei einem Kartenspiel gewann. Während der Suche verfolgte er die Spur eines Schiffes vom gleichen Typ wie jenes, das für die Zerstörung der Cerberus verantwortlich war. Dabei stieß er auf eine geheime Basis der Erdstreitkräfte, in der Technologie der Schatten erforscht und zum Bau moderner Waffen genutzt wurde. Da dies nach den Gesetzen der Interstellaren Allianz verboten war, begab sich Gideon mit seiner Crew zum Mars, um seine Entdeckung zu veröffentlichen. Bevor es dazu kam, wurde er jedoch niedergeschossen. Sein Bewusstsein verweilte vorübergehend in der Apokalypse-Box. S. 312 ff.
Darsteller von Gideon war Gary Cole.

### John Matheson

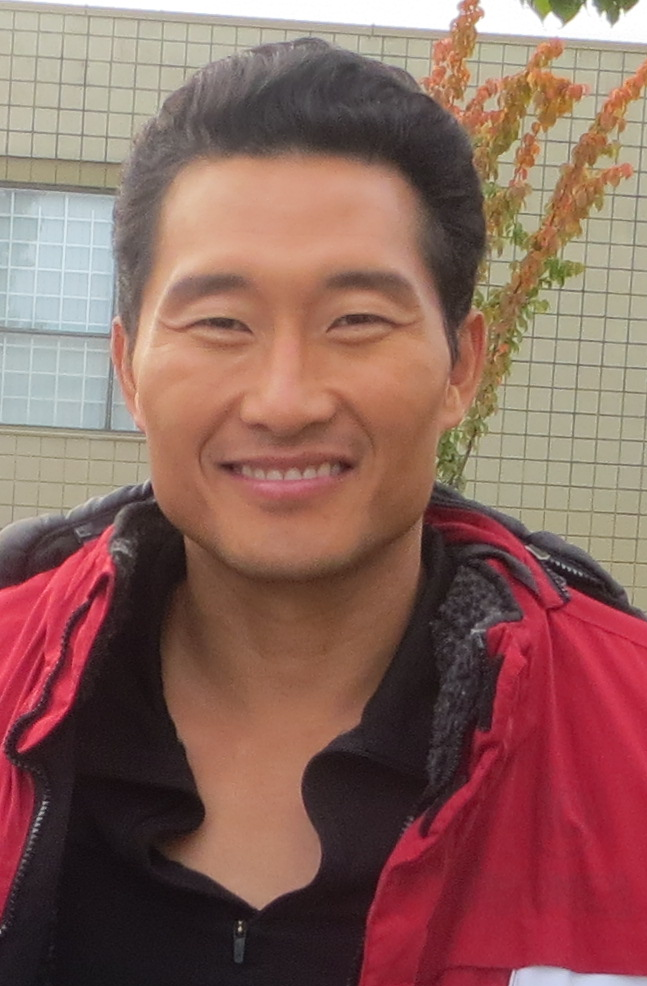
Daniel Dae Kim (2013)

John Matheson war Telepath der Stufe P6. Am Ende der Telepathenkrise machten ihn die Berichte einer abtrünnigen Telepathin misstrauisch gegenüber dem Psi-Corps. Er ließ zu, dass sie einen Angriff auf das Corps einleitete, das kurz danach aufgelöst wurde. Matheson begab sich anschließend zu den Erdstreitkräften. 2267 diente er unter Matthew Gideon. Auf dessen ausdrücklichen Wunsch hin wurde Matheson der stellvertretende Kommandant an Bord der Excalibur. S. 479 f.
Darsteller von Matheson war Daniel Dae Kim.

### Dureena Nafeel
Dureena stammt vom Planeten Zander Prime und wurde von ihrer Familie in die Sklaverei verkauft. Ihr gelang die Flucht und sie wurde Mitglied der Diebesgilde. Im Jahr 2261 wurde ihre Heimatwelt von den Schatten verwüstet und sie war scheinbar die letzte Überlebende ihres Volkes. Galen kontaktierte Dureena ebenso wie John Sheridan, damit sie dabei half, die Zerstörung der Erde durch die Drakh zu verhindern. Matthew Gideon erlaubte ihr, ihn an Bord der Excalibur zu begleiten, um bei der Suche nach einem Heilmittel gegen die Drakh-Seuche zu helfen. Auf der Mission entdeckte sie auf einem Planeten zufällig einen vergessenen Stamm von Angehörigen ihres Volkes, die allerdings mit der Drakh-Seuche infiziert waren. Mehrfach bat sie Galen darum, dass er sie in die Geheimnisse seiner Macht einweiht. Da er ihre Motive infrage stellte, wies er sie zurück, stellte jedoch in Aussicht, dass sich dies irgendwann ändern könnte. S. 536 f.
Dureena wurde von Carrie Dobro gespielt.